# Torhout
Torhout (Frans: Thourout) is een plaats en stad in de Belgische provincie West-Vlaanderen. De stad telt ruim 21.000 inwoners.
Torhout wordt als hoofdstad van het Houtland beschouwd en ligt op de overgang tussen zandstreek en zandleemstreek, langs de zuidelijke steilrand van het plateau van Wijnendale. Voor de spellingshervormingen werd Torhout als Thourout gespeld; in West-Vlaanderen wordt de naam dan ook nu nog steevast als "Toeroet" uitgesproken.

## Geschiedenis

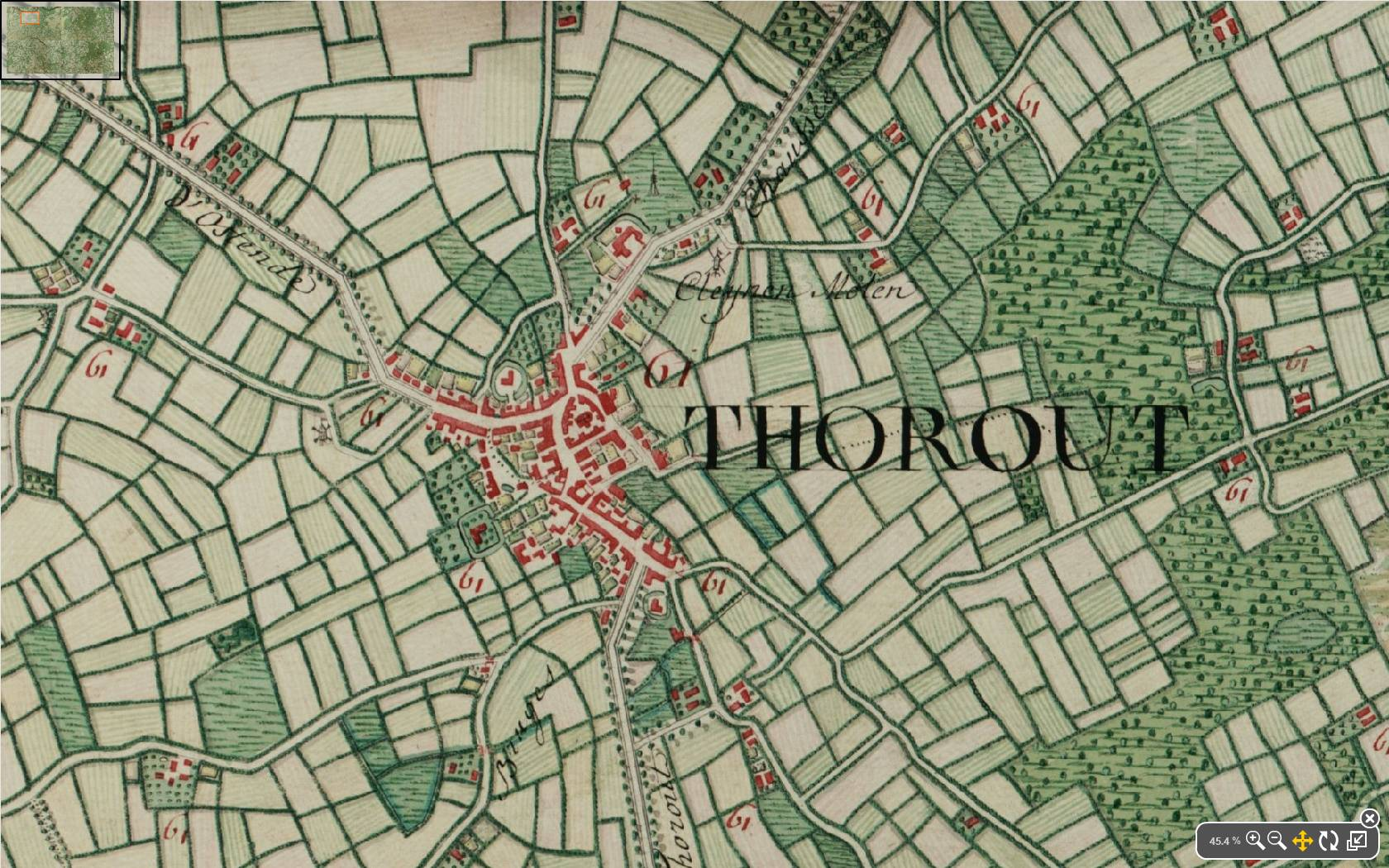
Torhout op de Ferrariskaart in 1775

De naam van de stad zou volgens De Flou geëvolueerd zijn uit de Germaanse naam Thorwald. Anderen verklaren het als een samenstelling van de naam Thuro en holt, wat "bos" betekent. Jozef Van Loon ziet er een afleiding in van het West-Vlaamse torre, "toren".
In de Romeinse tijd was op de plaats van het huidige Torhout sprake van een nederzetting aan de Zeeweg, wat aangetoond werd bij opgravingen in 1990 en 2010. Onder de Sint-Pietersbandenkerk moet zich een Romeins gebouw van enig belang hebben bevonden (2e of 3e eeuw n.Chr.)
Torhout werd in ca. 830 vermeld in het werk Vita Bavonis van de schrijver Einhard, waarbij het in 654 al een klooster (monasterium of cella) zou hebben bezeten. In de vroege middeleeuwen was het de hoofdplaats van een Frankische pagus, die later opgeslokt werd door de pagus van de Vlaamse graaf vanuit Brugge. In 835 werden de relieken van Sint-Donatius vanuit Reims naar Torhout overgebracht. Omstreeks 870 werden ze naar Brugge, dat zich tot bestuurlijk centrum had ontwikkeld, gebracht, ook om ze te beschermen tegen invallen van de Vikingen. Torhout behoorde sindsdien tot het Ambacht Wijnendale, als onderdeel van het uitgestrekte Brugse Vrije. 
Van een burcht te Torhout zijn geen archeologische aanwijzingen gevonden. Sinds de 11e eeuw bestond er een jaarmarkt, die beschermd werd door de burcht van Wijnendale, gebouwd door de Vlaamse graven. In 1183 schonk Filips van de Elzas Torhout stadsrechten waarin ook het recht op een stadhuis en omwalling werd geregeld. Er was vermoedelijk geen stadsmuur met poorten, maar er waren slechts grachten en wallen. Torhout beschikte over een belfort, een lakenhal en een groot marktplein. Ook werd in de 11e eeuw de Sint-Pietersbandenkerk gebouwd, waaraan een kapittel verbonden was. Jacob Obrecht is van 1499-1506 lid van dit kapittel geweest.
De jaarmarkt bracht Torhout slechts een betrekkelijk korte bloeitijd, want het belang van de scheepvaart nam toe ten koste van de handel over land, en in het derde kwart van de 13e eeuw was het economisch belang van Torhout sterk verminderd. Na 1600 werd het grote marktplein verkaveld. Tot de toen ontstane nijverheid behoorde een brouwerij, terwijl ook de pottenbakkerij van groot belang was. In 1661 werd het klooster opnieuw gesticht en in de daaropvolgende tijd ook uitgebreid.
In de 18e eeuw nam de bevolking toe, er werden verharde wegen gebouwd en er kwam ook meer nijverheid. De pottenbakkerij kende een laatste bloeiperiode in 1897-1910, waarbij keramiek in art-nouveaustijl een belangrijk product vormde. Een andere activiteit was de vervaardiging van weegtoestellen, waartoe enkele smeden uit Hooglede een bedrijf oprichtten. Later werden ook pompen en andere metalen producten vervaardigd. In 1911-1912 werd ook een weverij opgericht, de Société Textile de Flandres of Fabriek van Thorout genaamd, die in 1937 failliet ging.
Tijdens de Eerste Wereldoorlog werden veel gebouwen door de Duitsers opgeblazen, en ook geallieerde bombardementen richtten schade aan. Op 18 oktober 1918 werd Torhout bevrijd. Ook de Tweede Wereldoorlog bracht schade toe, door Duitse bombardementen. Op 7 september 1944 werd Torhout bevrijd door Canadese troepen.

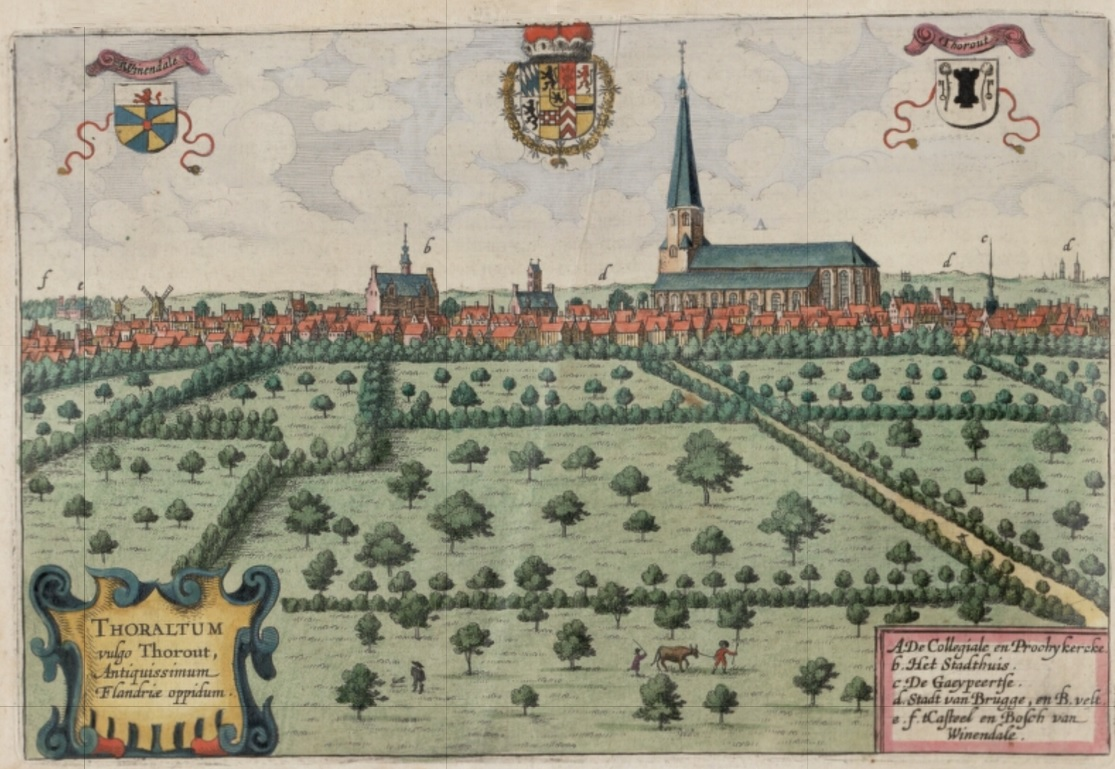
Torhout in de eerste helft van de 17e eeuw (afbeelding uit Flandria illustrata, 1641)

## Overige kernen en buurgemeenten
Torhout heeft geen echte, vroeger onafhankelijke, deelgemeenten, maar op het grondgebied liggen wel nog enkele kleine dorpjes, zoals Wijnendale en Sint-Henricus. De kleine parochie Sint-Henricus bevindt zich op de weg van Kortemark naar Lichtervelde (Rijksweg / N35), en ligt dichter bij de dorpskernen van deze beide gemeenten dan het stadscentrum van Torhout zelf. Aan de rand van Torhout-centrum bevinden zich nog de parochies De Driekoningen (parochie Sint-Jozef Arbeider) en Don Bosco. Twee grote wijken in het centrum zijn nog Maria Assumpta (of het Rozeveld) en De Goede Herder. Beide wijken zijn sinds enkele jaren als kapelanie opgegeven. De kapellen zijn als school in gebruik.
| #   | Naam            |
| --- | --------------- |
| I   | Torhout         |
| II  | Wijnendale      |
| III | Sint-Henricus   |
| IV  | De Driekoningen |
| V   | Don Bosco       |

### Aangrenzende plaatsen
De gemeente Torhout grenst aan de volgende dorpen:
- a. Aartrijke (gemeente Zedelgem)
- b. Veldegem (gemeente Zedelgem)
- c. Ruddervoorde (meer bepaald het dorp Baliebrugge) (gemeente Oostkamp)
- d. Lichtervelde (gemeente Lichtervelde)

Torhout, kernen en buurgemeenten. De gele gebieden zijn bebouwde kernen.

- e. Gits (gemeente Hooglede)
- f. Kortemark (gemeente Kortemark)
- g. Ichtegem (gemeente Ichtegem)

## Bezienswaardigheden

### Kerken
- De neoromaanse Sint-Pietersbandenkerk, die na de bombardementen van de Tweede Wereldoorlog werd gebouwd naar ontwerp van Willem Nolf. Enkele fragmenten van de 12e-eeuwse kerk zijn nog aanwezig.
- De Don Boscokerk van 1974
- De Sint-Jozef Arbeiderkerk van 1964
- De Sint-Henricuskerk in het dorp Sint-Henricus
- De Sint-Jozefskerk in het dorp Wijnendale

### Kastelen
- Het Kasteel van Wijnendale en het Wijnendalebos, net buiten het centrum van Torhout. Maria van Bourgondië overleed, 25 jaar oud, aan de gevolgen van een val van haar paard tijdens een valkenjacht in de bossen van Wijnendale. In het kasteel vonden op 25 mei 1940 de belangrijke gesprekken plaats tussen koning Leopold III van België en zijn ministers die na de oorlog resulteerden in de koningskwestie.
- Kasteel d'Aertrycke.
- Kasteel Ravenhof.

### Overig
- Het voormalige stadhuis in Duitse barok opgetrokken in 1713. Het gebouw staat centraal op het marktplein.

## Galerij

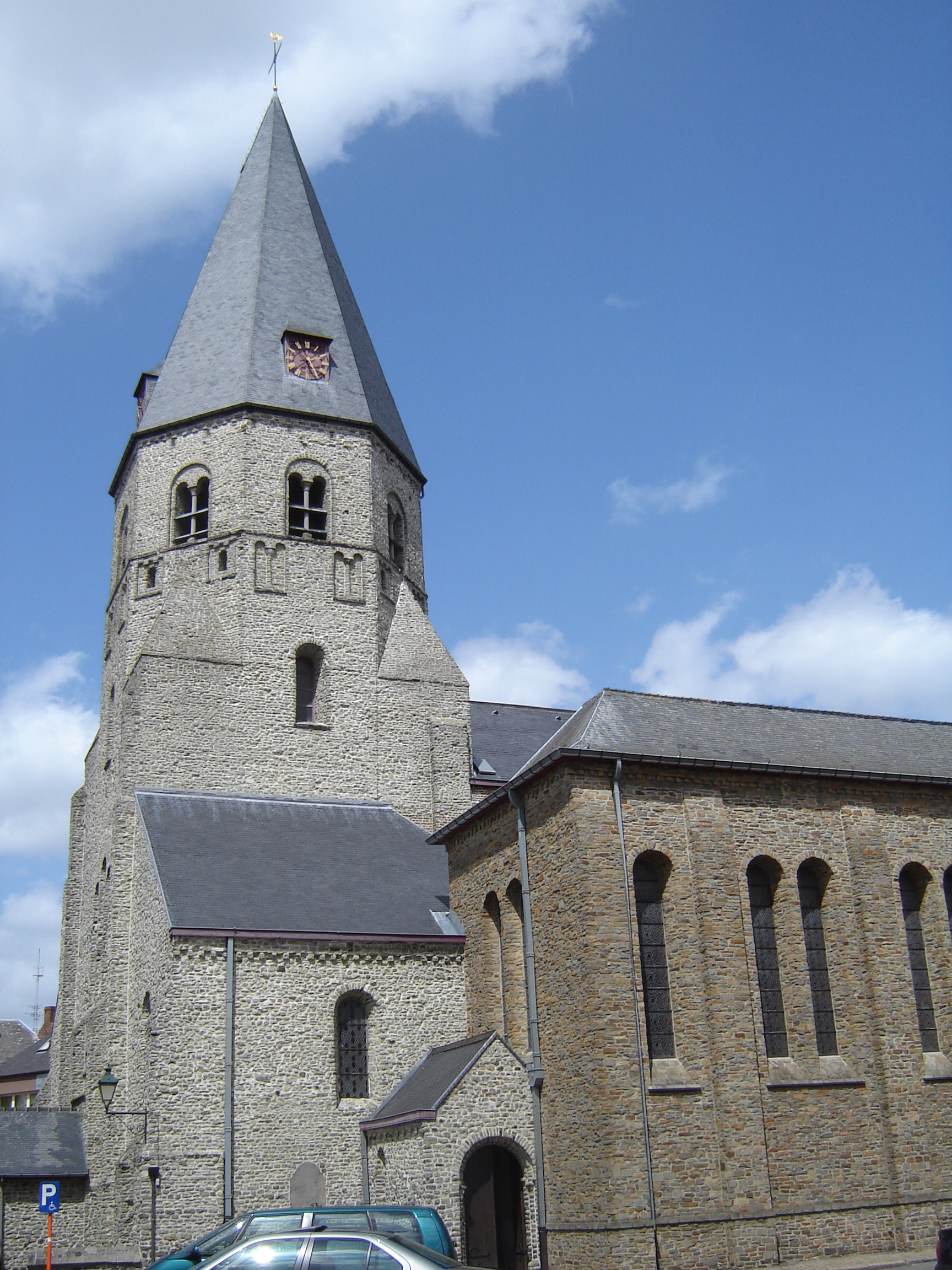
St.-Pietersbandenkerk
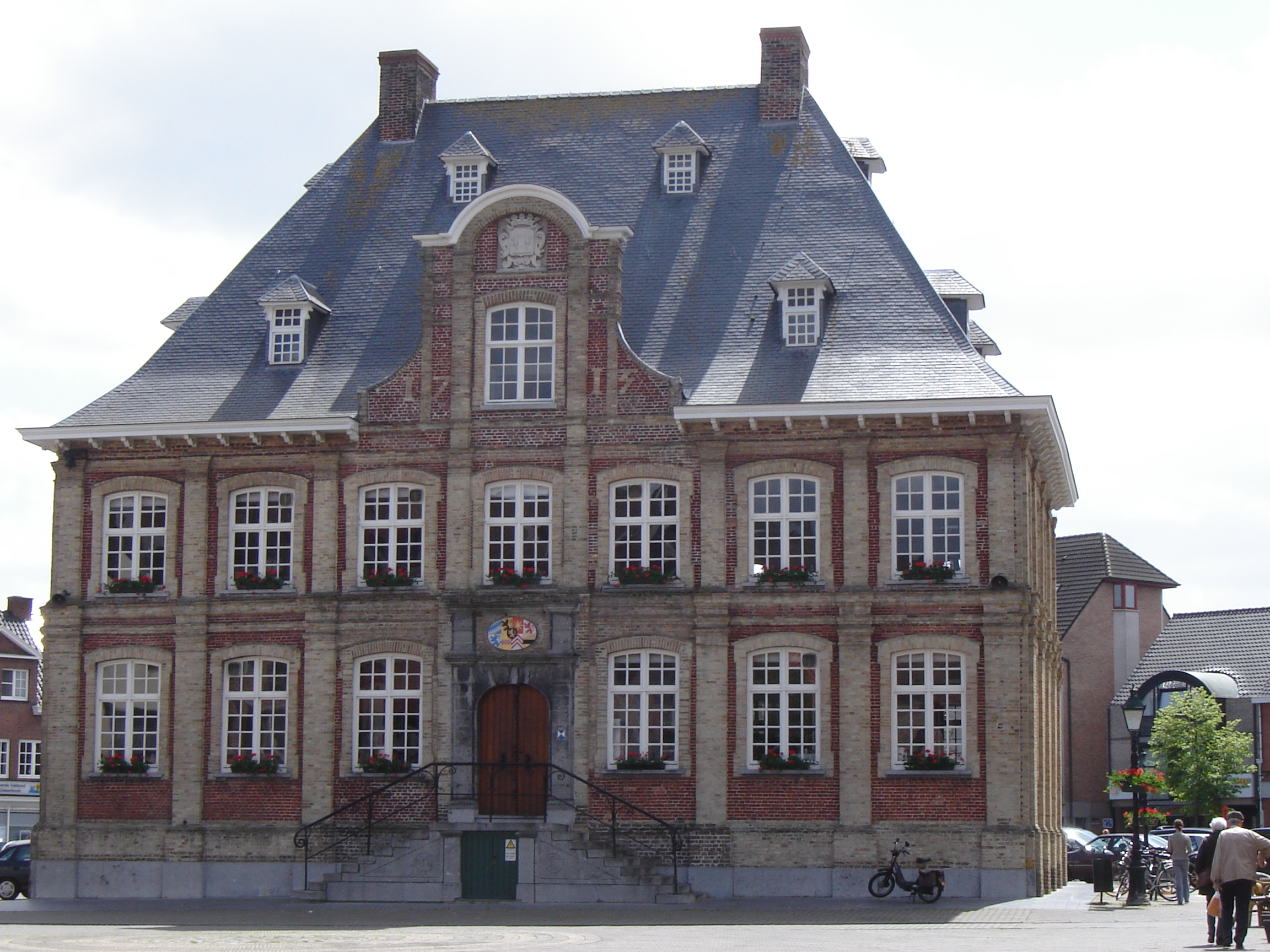
Stadhuis
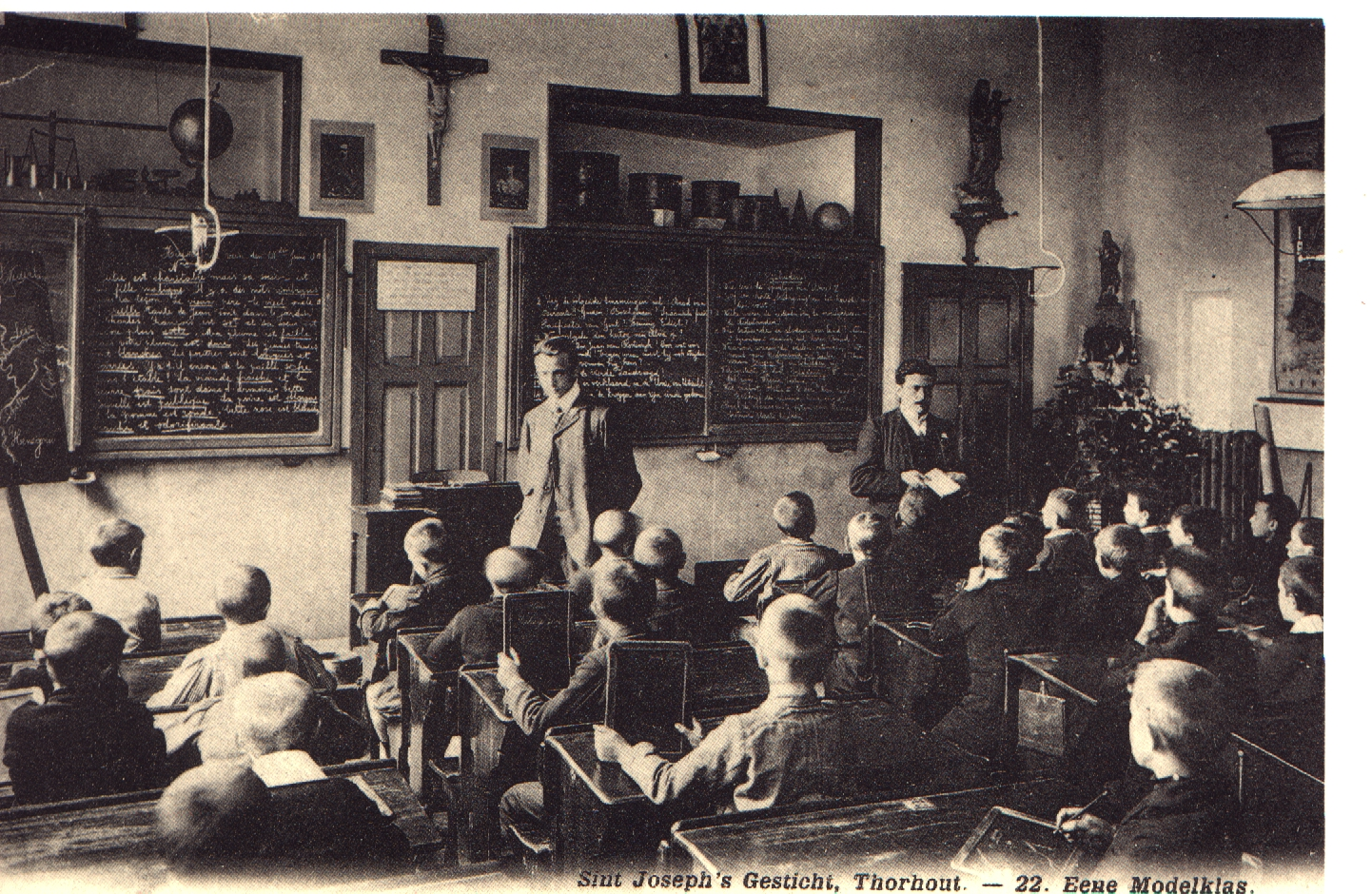
Modelklas uit 1911 in de normaalschool Sint-Jozefsinstituut te Torhout
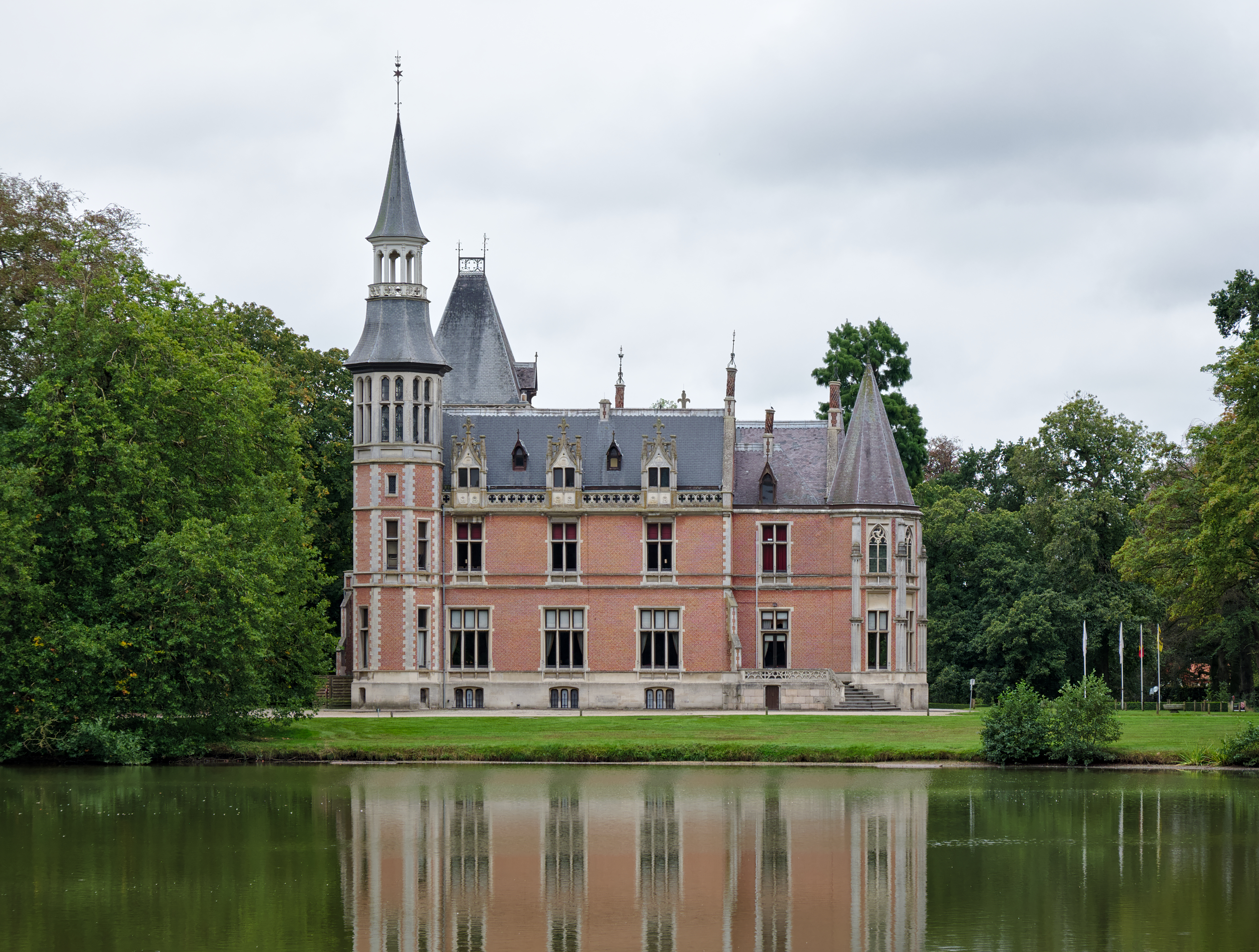
Kasteel d'Aertrycke

## Natuur en landschap
Torhout ligt in Zandig Vlaanderen op het Plateau van Wijnendale. De hoogte varieert van 9 tot 44 meter. De bovenloop van de Handzamevaart in het zuidwesten, en het dal van de Velddambeek in het noordoosten, vormen de laagste gedeelten. In het noorden en oosten lagen woeste gronden (veld genaamd). In de 18e eeuw, onder Oostenrijks bewind, begon de verkaveling en herbebossing van deze gebieden in rasterpatroon. In de 19e eeuw, en vooral na de invoering van kunstmest omstreeks 1900, werden de bossen dan weer in akkerland omgezet.
Bekenstelsels wateren naar het zuidwesten af op de Krekebeek, die overgaat op de Handzamevaart. In het noordoosten is een bekensysteem dat noordwaarts afwatert.
Tussen Torhout en Oostende ligt de Groene 62, een voormalige spoorweglijn die tegenwoordig een natuur-, wandel- en fietsgebied vormt.
Het Moereveldpad is een bekend wandelpad in Torhout van circa 7,5 kilometer met start- en aankomstplaats aan kinderboerderij "d'Oude Smelterij"
Groenhove is een bos- en recreatiegebied, waar zich tevens een bisschoppelijk vormingscentrum bevindt.

## Demografische ontwikkeling
- Bron:NIS - Opm:1831 t/m 1970=volkstellingen op 31 december; vanaf 1980= inwonertal per 1 januari
- In 2019 wonen 468 mensen met een buitenlands paspoort in Torhout. Dat is 2,6% van de totale bevolking. Vooral Polen zijn met 145 inwoners de grootste groep.

| Inwoners van jaar tot jaar op 1 januari 1992 tot heden | Inwoners van jaar tot jaar op 1 januari 1992 tot heden | Inwoners van jaar tot jaar op 1 januari 1992 tot heden |
| jaar                                                   | Aantal                                                 | Evolutie: 1992=index 100                               |
| ------------------------------------------------------ | ------------------------------------------------------ | ------------------------------------------------------ |
| 1992                                                   | 18.318                                                 | 100,0                                                  |
| 1993                                                   | 18.408                                                 | 100,5                                                  |
| 1994                                                   | 18.441                                                 | 100,7                                                  |
| 1995                                                   | 18.541                                                 | 101,2                                                  |
| 1996                                                   | 18.693                                                 | 102,0                                                  |
| 1997                                                   | 18.692                                                 | 102,0                                                  |
| 1998                                                   | 18.743                                                 | 102,3                                                  |
| 1999                                                   | 18.822                                                 | 102,8                                                  |
| 2000                                                   | 18.838                                                 | 102,8                                                  |
| 2001                                                   | 18.800                                                 | 102,6                                                  |
| 2002                                                   | 18.790                                                 | 102,6                                                  |
| 2003                                                   | 18.841                                                 | 102,9                                                  |
| 2004                                                   | 18.981                                                 | 103,6                                                  |
| 2005                                                   | 19.181                                                 | 104,7                                                  |
| 2006                                                   | 19.453                                                 | 106,2                                                  |
| 2007                                                   | 19.539                                                 | 106,7                                                  |
| 2008                                                   | 19.745                                                 | 107,8                                                  |
| 2009                                                   | 19.762                                                 | 107,9                                                  |
| 2010                                                   | 19.885                                                 | 108,6                                                  |
| 2011                                                   | 19.974                                                 | 109,0                                                  |
| 2012                                                   | 20.149                                                 | 110,0                                                  |
| 2013                                                   | 20.284                                                 | 110,7                                                  |
| 2014                                                   | 20.395                                                 | 111,3                                                  |
| 2015                                                   | 20.343                                                 | 111,1                                                  |
| 2016                                                   | 20.486                                                 | 111,8                                                  |
| 2017                                                   | 20.503                                                 | 111,9                                                  |
| 2018                                                   | 20.530                                                 | 112,1                                                  |
| 2019                                                   | 20.463                                                 | 111,7                                                  |
| 2020                                                   | 20.467                                                 | 111,7                                                  |
| 2021                                                   | 20.490                                                 | 111,9                                                  |
| 2022                                                   | 20.517                                                 | 112,0                                                  |
| 2023                                                   | 20.782                                                 | 113,5                                                  |
| 2024                                                   | 20.965                                                 | 114,5                                                  |
| 2025                                                   | 21.159                                                 | 115,5                                                  |

## Hulpdiensten
Torhout maakt deel uit van de politiezone Kouter(zonenummer 5452). Deze politiezone bestaat uit vijf gemeenten/steden, namelijk Jabbeke, Oudenburg, Gistel, Ichtegem en Torhout.
Brandweer Torhout is een Z-korps, dit is een korps dat buiten zijn gemeentegrenzen opereert. Zij bedienen dus een buurgemeente die geen eigen korps (Ichtegem en Zedelgem) heeft. Het korps bezit ook een eigen ambulancedienst.

## Sport
Het Stedelijk Sportcentrum Benny Vansteelant, genoemd naar de overleden duatleet, heeft een atletiekpiste met een voetbalveld en eromheen een skeelerpiste en een tribune, een Finse piste voor de joggers, twee trainingsvelden voor het voetbal, twee tennispleinen en drie sportzalen, waaronder zaal De Mast, waar ook fuiven worden georganiseerd. Er zijn ook verschillende kleedkamers. Er is ook een zwembad op dezelfde site. Torhout heeft één voetbalclub die aangesloten is bij de KBVB, namelijk KM Torhout (spelende in tweede klasse amateurs). Het voetbalstadion van KM Torhout heet De Velodroom. Op die site was er vroeger een velodroom, daarvan komt de naam. Normaal gezien komt er binnen enkele jaren nieuwe voetbalvelden en tennispleinen langs de Bruggestraat, waardoor er dus meer sportfaciliteiten zijn. In 2012 was Torhout ook het Dorp van de Ronde. Op 1 april 2012 passeerde de Ronde van Vlaanderen-karavaan door Torhout waar er verschillende activiteiten en festiviteiten waren. De zwemclub van Torhout heet TZT (Torhoutse Zwemclub Thor).
De bekende jaarlijkse loop- en ultraloopwedstrijd 'De Nacht van Vlaanderen' vertrekt uit en komt aan in Torhout. In 2014 ging dit sportevenement als 'De Nacht van West-Vlaanderen' door. In 2019, bij de 40ste editie veranderde de naam na vijf edities terug naar 'Nacht van Vlaanderen' omdat sport terug een bevoegdheid werd die volledig in handen kwam van het Vlaams gewest en ook vanuit die hoek terug steun begon te krijgen.

## Evenementen
Van 1977 tot 1998 werd in Torhout het muziekfestival Rock Torhout georganiseerd, dat het eerste deel uitmaakte van het dubbelfestival Torhout-Werchter. Van 2010 tot en met 2015 vond ook het rockfestival Masters@Rock in Torhout plaats. Het festival trok jaarlijks tot maximaal 8000 muziekliefhebbers naar de weide gelegen aan de Ieperse Heerweg. Er is ook zaal De Mast op de site van het stedelijk sportstadion, daar worden er veel fuiven georganiseerd.
Jaarlijks wordt de loop- en wandelhappening De Nacht van Vlaanderen georganiseerd. Daar kunnen de deelnemers kiezen tussen de afstanden 5,10, 21, 42 en 100 km. Vanaf de editie 2013 werd de Nacht van West-Vlaanderen volgens een nieuwe strategie georganiseerd. Vanaf 2019 veranderd de naam opnieuw naar Nacht van Vlaanderen, de naam waaronder de organisatie ruim dertig jaar lang doorging. Dit valt samen met de 40ste editie.
Voorafgaand aan de Nacht van West-Vlaanderen vindt in Torhout in de loop van de maand april ook een andere wandel- en loophappening plaats, namelijk de VIVES-Rembertcorrida.
Eind juni vindt de jaarlijkse paardenmarkt plaats.

## Diversen
- Het Torhoutse bier Thouroutenaere wordt door Alken-Maes gebrouwen.

## Politiek

### Structuur
| Torhout          | Torhout          | Supranationaal         | Nationaal                         | Nationaal                         | Gemeenschap               | Gewest                    | Provincie                 | Arrondissement  | Provinciedistrict | Kanton          | Gemeente        |
| ---------------- | ---------------- | ---------------------- | --------------------------------- | --------------------------------- | ------------------------- | ------------------------- | ------------------------- | --------------- | ----------------- | --------------- | --------------- |
| Administratief   | Niveau           | Europese Unie          | België                            | België                            | Vlaanderen                | Vlaanderen                | West-Vlaanderen           | Brugge          | Brugge            | Brugge          | Torhout         |
| Administratief   | Bestuur          | Europese Commissie     | Belgische regering                | Belgische regering                | Vlaamse regering          | Vlaamse regering          | Deputatie                 | Deputatie       | Deputatie         | Deputatie       | Gemeentebestuur |
| Administratief   | Raad             | Europees Parlement     | Kamer van volksvertegenwoordigers | Kamer van volksvertegenwoordigers | Vlaams Parlement          | Vlaams Parlement          | Provincieraad             | Provincieraad   | Provincieraad     | Provincieraad   | Gemeenteraad    |
| Kiesomschrijving | Kiesomschrijving | Nederlands Kiescollege | Kieskring West-Vlaanderen         | Kieskring West-Vlaanderen         | Kieskring West-Vlaanderen | Kieskring West-Vlaanderen | Kieskring West-Vlaanderen | Brugge          | Brugge            | Torhout         | Torhout         |
| Verkiezing       | Verkiezing       | Europese               | Federale                          | Federale                          | Vlaamse                   | Vlaamse                   | Provincieraads-           | Provincieraads- | Provincieraads-   | Provincieraads- | Gemeenteraads-  |

### Geschiedenis

#### Burgemeesters
| Tijdspanne | Tijdspanne  | Burgemeester                         |
| ---------- | ----------- | ------------------------------------ |
|            | ? - ?       | Aybert Coutteau                      |
|            | ? - ?       | Pieter Lauwers                       |
|            | ? - 1812    | Charles Joseph Fraeys                |
|            | 1813 - 1814 | Joseph Moke                          |
|            | 1814 - 1823 | Jan Baptist Boutens                  |
|            | 1824 - 1830 | Charles Lauwers-Serruys              |
|            | 1830 - ?    | Lodewijk Benedict Moke               |
|            | 1847 - 1855 | Jan Frans Dieryckx                   |
|            | 1855 - 1863 | Auguste Van Caillie                  |
|            | 1864 - 1870 | Jan Frans Dieryckx                   |
|            | ...         |                                      |
|            | 1885 - 1891 | Adolphe Claeys (Kath.Partij)         |
|            | 1891 - 1915 | François De Brabandere (Kath.Partij) |
|            | ...         |                                      |
|            | 1921 - 1934 | Robert Vanmalleghem                  |
|            | 1935        | Charles Boone (waarnemend)           |
|            | 1935 - 1940 | Aimé Becelaere sr. (UCB)             |

| Tijdspanne | Tijdspanne  | Burgemeester                                                            |
| ---------- | ----------- | ----------------------------------------------------------------------- |
|            |             | Urbain Clement                                                          |
|            |             | Albert Leuridan                                                         |
|            |             | Germain Callens (oorlogsburgemeester)                                   |
|            | 1945        | Urbain Clement (waarnemend)                                             |
|            |             | Charles Boone (waarnemend)                                              |
|            |             | Edmond Geysens (waarnemend)                                             |
|            | 1946 - 1975 | Gustaaf Pollet (CVP)                                                    |
|            | 1975 - 1976 | Aimé Becelaere jr. (CVP)                                                |
|            | 1976 - 1982 | Carlos Daled (SP)                                                       |
|            | 1982 - 1991 | Roger Windels (CVP)                                                     |
|            | 1991 - 2016 | Norbert De Cuyper (CVP / CD&V)                                          |
|            | 2016 - 2018 | Hilde Crevits (CD&V, titelvoerend) Kristof Audenaert (CD&V, waarnemend) |
|            | 2019 -      | Kristof Audenaert (CD&V)                                                |

### Resultaten gemeenteraadsverkiezingen sinds 1976
| Partij of kartel     | Partij of kartel                                 | 10-10-1976 | 10-10-1976 | 10-10-1982 | 10-10-1982 | 9-10-1988 | 9-10-1988 | 9-10-1994 | 9-10-1994 | 8-10-2000 | 8-10-2000 | 8-10-2006 | 8-10-2006 | 14-10-2012 | 14-10-2012 | 14-10-2018 | 14-10-2018 | 13-10-2024 | 13-10-2024 |
| Stemmen / Zetels     | Stemmen / Zetels                                 | %          | 25         | %          | 25         | %         | 25        | %         | 25        | %         | 25        | %         | 25        | %          | 27         | %          | 27         | %          | 27         |
| -------------------- | ------------------------------------------------ | ---------- | ---------- | ---------- | ---------- | --------- | --------- | --------- | --------- | --------- | --------- | --------- | --------- | ---------- | ---------- | ---------- | ---------- | ---------- | ---------- |
|                      | SP1/ T2000B/ sp.a-GroenC/ sp.a2 / Vooruit3       | 20,881     | 5          | 23,521     | 6          | 20,481    | 5         | 19,34B    | 4         | 14,671    | 4         | 25,17C    | 6         | 21,37C     | 6          | 14,42      | 3          | 13,13      | 3          |
|                      | Agalev1/ T2000B/ sp.a-GroenC/ Groen2             | -          |            | -          |            | -         |           | 19,34B    | 4         | 5,631     | 0         | 25,17C    | 6         | 21,37C     | 6          | 14,52      | 4          | 7,22       | 1          |
|                      | Nieuw1/ PVV2/ VLD3/ Open Vld4/ Trots op Torhout5 | 29,421     | 8          | 17,661     | 4          | 10,662    | 2         | 14,983    | 3         | 12,573    | 3         | 10,313    | 2         | 6,284      | 1          | 4,64       | 0          | 6,65       | 1          |
|                      | CVP1/ CD&V+N-VAA/ CD&V2                          | 44,571     | 12         | 44,391     | 13         | 61,661    | 17        | 61,531    | 18        | 47,151    | 15        | 54,35A    | 15        | 48,642     | 15         | 45,12      | 14         | 55,62      | 18         |
|                      | VU1/ CD&V+N-VAA/ N-VA2                           | 5,131      | 0          | 8,431      | 1          | 7,191     | 1         | -         |           | -         |           | 54,35A    | 15        | 19,672     | 5          | 21,32      | 6          | 17,42      | 4          |
|                      | Vlaams Blok1/ Vlaams Belang2                     | -          |            | -          |            | -         |           | 3,391     | 0         | 4,611     | 0         | 10,172    | 2         | 4,032      | 0          | -          |            | -          |            |
|                      | WELZYN                                           | -          |            | -          |            | -         |           | -         |           | 11,6      | 3         | -         |           | -          |            | -          |            | -          |            |
|                      | TD                                               | -          |            | 6          | 1          | -         |           | -         |           | -         |           | -         |           | -          |            | -          |            | -          |            |
|                      | Anderen(*)                                       | -          |            | -          |            | -         |           | 0,76      | 0         | 3,77      | 0         | -         |           | -          |            | -          |            | -          |            |
| Totaal stemmen       | Totaal stemmen                                   | 11761      | 11761      | 12581      | 12581      | 13184     | 13184     | 13725     | 13725     | 14302     | 14302     | 15076     | 15076     | 15180      | 15180      | 15094      | 15094      | 10614      | 10614      |
| Opkomst %            | Opkomst %                                        |            |            |            |            | 96,23     | 96,23     | 95,91     | 95,91     | 95,78     | 95,78     | 95,78     | 95,78     | 93,66      | 93,66      | 93,6       | 93,6       | 65,3       | 65,3       |
| Blanco en ongeldig % | Blanco en ongeldig %                             | 3,44       | 3,44       | 4,25       | 4,25       | 4,26      | 4,26      | 5,31      | 5,31      | 4,06      | 4,06      | 4,26      | 4,26      | 4,33       | 4,33       | 5,8        | 5,8        | 1,7        | 1,7        |

De rode cijfers naast de gegevens duiden aan onder welke naam de partijen telkens bij een verkiezing opkwamen.De zetels van de gevormde coalitie staan vetjes afgedrukt. De grootste partij is in kleur.

(*) 1994: PVDA (0,76%) / 2000: S.O.S. (3,77%) 

## Verkeer en vervoer
De stad is over de snelweg bereikbaar via de A17/E403, die ten oosten langs de stad loopt. De ringweg R34 sluit bij afrit Torhout aan op de snelweg.
De stadskern ligt op een knooppunt van regionale wegen. In noord-zuid-richting loopt door Torhout de N32 Brugge-Torhout-Roeselare, een steenweg die dateert uit de tijd van de Oostenrijkse Nederlanden. Naar het westen loopt een andere steenweg, de N33 naar Oostende, die alsook dateert uit die tijd. Het verkeer op deze drie takken wordt uit het stadscentrum gehouden door de R34, die ten westen om het stadscentrum loopt, en in het noorden aansluit op de autosnelweg A17. Door het zuiden van de gemeente snijdt de N35, waarlangs het gehucht Sint-Henricus ligt. Daarnaast zorgen enkele kleinere wegen voor verbinding naar de omliggende dorpen, zoals de Kortemarkstraat, de Aartrijkestraat, de Ruddervoordestraat en de Rozeveldstraat naar Veldegem.
In noord-zuid-richting, parallel aan de assen A17 en N32, loopt ook de spoorlijn 66 van Brugge naar Kortrijk. In het stadscentrum ligt op deze lijn het station Torhout. Het zuiden van de gemeente wordt weliswaar nog doorsneden door de spoorlijn 73, ongeveer parallel aan de N35, maar deze lijn heeft echter geen haltes in Torhout, enkel in de buurgemeenten Kortemark en Lichtervelde. Over Torhout lopen ook een vijftal buslijnen. Op een lijn na bedienen deze lijnen ook het treinstation, dat ook als busknooppunt fungeert met enkele perrons. Het openbaar vervoer in dit punt heeft tijdens weekdagen vooral groot belang voor de nabijgelegen scholencampussen.
Door Torhout loopt ook een weg uit de Romeinse tijd: de Ieperse Heerweg.

## Onderwijs
Torhout heeft naast tal van kleuter- en basisscholen in de verschillende wijken ook secundaire scholen en een hogeschool, de KATHO-RENO. In 2013 viert de lerarenopleiding van de KATHO-RENO haar 175ste verjaardag. Eind december 2012 wijzigde de KATHO haar naam in VIVES door de fusie met het KHBO. De lerarenopleiding in Torhout is dus nu VIVES-RENO. Verder telt Torhout veel secundaire scholen:
- GO! Atheneum Eureka
- Middenschool Sint-Rembert (eerste en tweede jaar secundair)
- Sint-Jozefsinstituut-College (ASO, die in 2011 haar 75ste verjaardag vierde.)
- Vrij Technisch Instituut Sint-Aloysius (VTI, TSO en BSO)
- Technisch Instituut Sint-Vincentius (SiVi, TSO en BSO) dat teruggaat op een geschiedenis van 225 jaar (eerste sporen in 1788 op de huidige locatie in de Spinneschoolstraat)
- Vrij Land- en Tuinbouwinstituut (VLTI, TSO en BSO) dat aansluit bij een Torhoutse traditie door onder andere ook een studierichting Paardrijden en verzorgen aan te bieden.

Alle voorgaande scholen, uitgezonderd het GO! Atheneum Eureka (dat tot het gemeenschapsonderwijs behoort), zijn gegroepeerd onder de naam Scholengroep Sint-Rembert (ontstaan door de fusie in 1996). In Scholengroep Sint-Rembert zitten er ook nog talrijke kleuter- en basisscholen en vestigingen in Torhout, Lichtervelde, Koekelare, Zedelgem en Handzame (Kortemark).
Daarnaast is er een Stedelijke Academie voor Muziek, Woord en Dans.

## Organisaties uit Torhout
- Geschied- en Heemkundige Kring Het Houtland-Torhout, sinds 1941
- Koninklijke aquarium-, terrarium- en vijververeniging Skalaar Torhout vzw, sinds 1949
- KVK Postboys, amateurvoetbalploeg, sinds 1972
- Jeugdhuis De Closjard (1981-2015)
- De andere academie - kunstopleiding voor mensen met een verstandelijke beperking, sinds 2001
- Kunstacademie voor Muziek, Woordkunst en Dans, opgericht in 2009

## Podiumverenigingen
- Con Spirito, kinderkoor
- Eufonia, vocaal ensemble
- Koninklijke Harmonie Rhetorika
- Koninklijk Harmonieorkest de Jongelingskring
- Lamidore, gemengd volwassenenkoor
- Septem Viri, vocaal ensemble
- Theater 't Fonteintje
- Theater O'ana
- Toneelkring de Vondeling
- Toneelkring Sint-Rembert

## Bekende Torhoutenaren (naar geboortedatum)
- Rembertus (ca. 820-888), benedictijner monnik en aartsbisschop van Bremen (865-888), heilige
- Charles de Brouckère (1757-1850), staatsman en gouverneur van Limburg (1815-1828)
- Achiel Logghe (1878-1965), priester en ACW-proost in Brugge
- Karel Van Wijnendaele (1882-1961), sportjournalist
- Philip Van Isacker (1884-1951), minister van Vervoer (1931-1932), Nijverheid en Arbeid (1932-1934), Economische Zaken (1934-1938)
- Achiel Coppenolle (1885-1954), marktzanger
- pater Jules Callewaert (1886-1964), priester en collaborateur
- Maurits Stael (1911-2020), van april 2018 tot januari 2020 de oudste man van België
- Ray Verhaeghe (1926), acteur
- Joseph Desimpel (1927-2017), kunstschilder
- Karel Pyck (1938), Belgisch psychiater
- Noël Vanclooster (1943), voormalig wielrenner
- Ludo Martens (1946-2011), links en communistisch activist (PVDA)
- Charles Dumolin (1952), kunstenaar, musicus
- Dirk Tanghe (1956), toneelregisseur
- Marc Borra (1957), atleet
- Karin Tanghe (1957), actrice
- Herr Seele (1959), kunstenaar, striptekenaar, programmamaker, scenarioschrijver, presentator, mediafiguur, pianostemmer
- Rudy Aernoudt (1960), econoom, oprichter Franstalige partij LiDé
- Peter Vandermeersch (1961), hoofdredacteur van NRC Handelsblad
- Rik Tommelein (1962), atleet
- Jannie Haek (1965), gedelegeerd bestuurder van de Nationale Loterij
- Hilde Crevits (1967), Vlaams minister en viceminister-president
- Maaike Cafmeyer (1973), actrice
- Jürgen Vandewiele (1974), atleet
- Jan Vantoortelboom (1975), schrijver
- Benny Vansteelant (1976-2007), duatleet
- Klaas Vantornout (1982), wielrenner en veldrijder
- Joerie Vansteelant (1982), duatleet
- Brahim Attaeb (1984), Belgisch-Marokkaans zanger

## Nabijgelegen kernen
Lichtervelde, Sint-Henricus, Kortemark, Wijnendale, Rozeveld

## Fotocollage stad Torhout

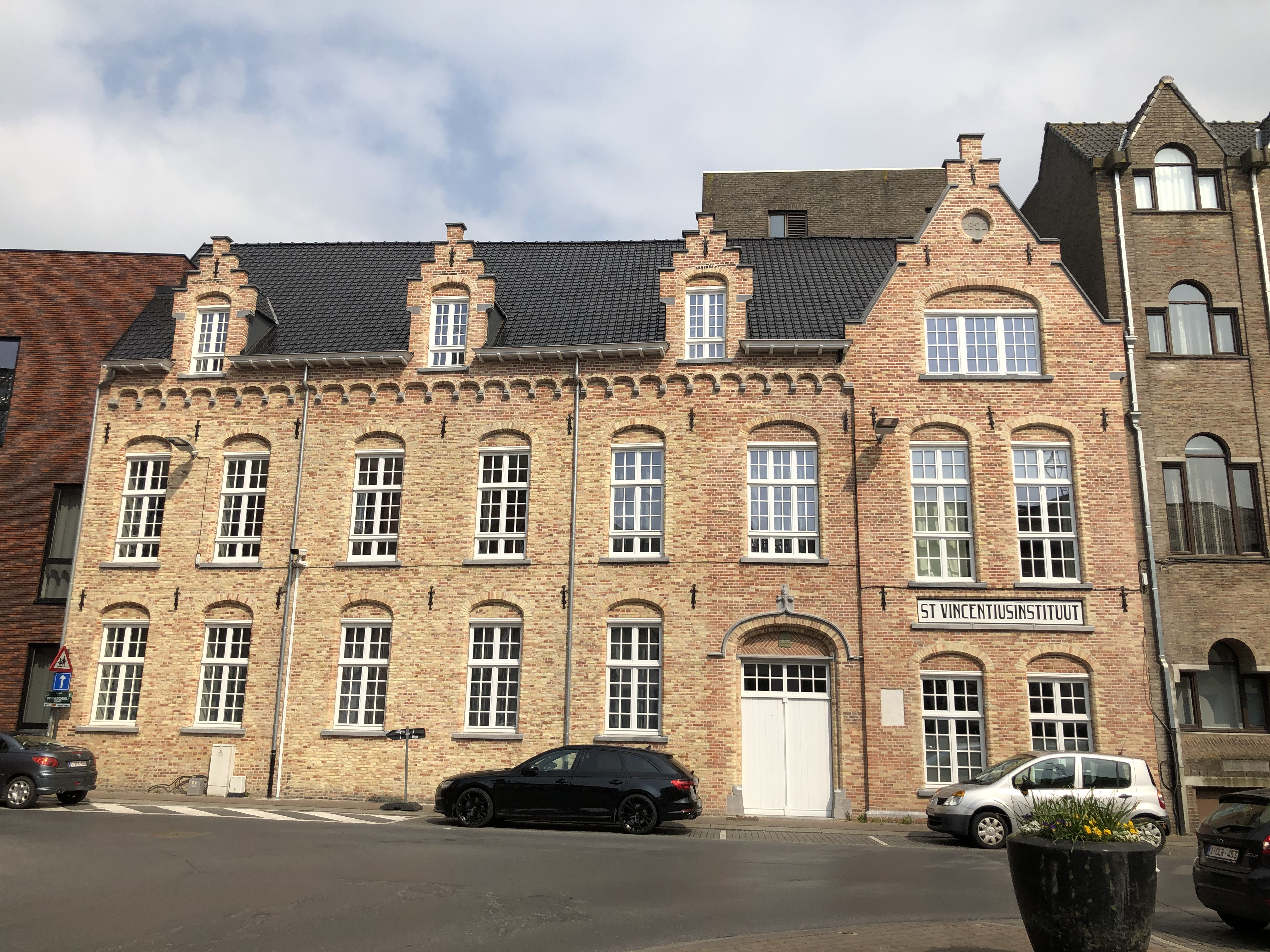
Sint-Vincentius Torhout
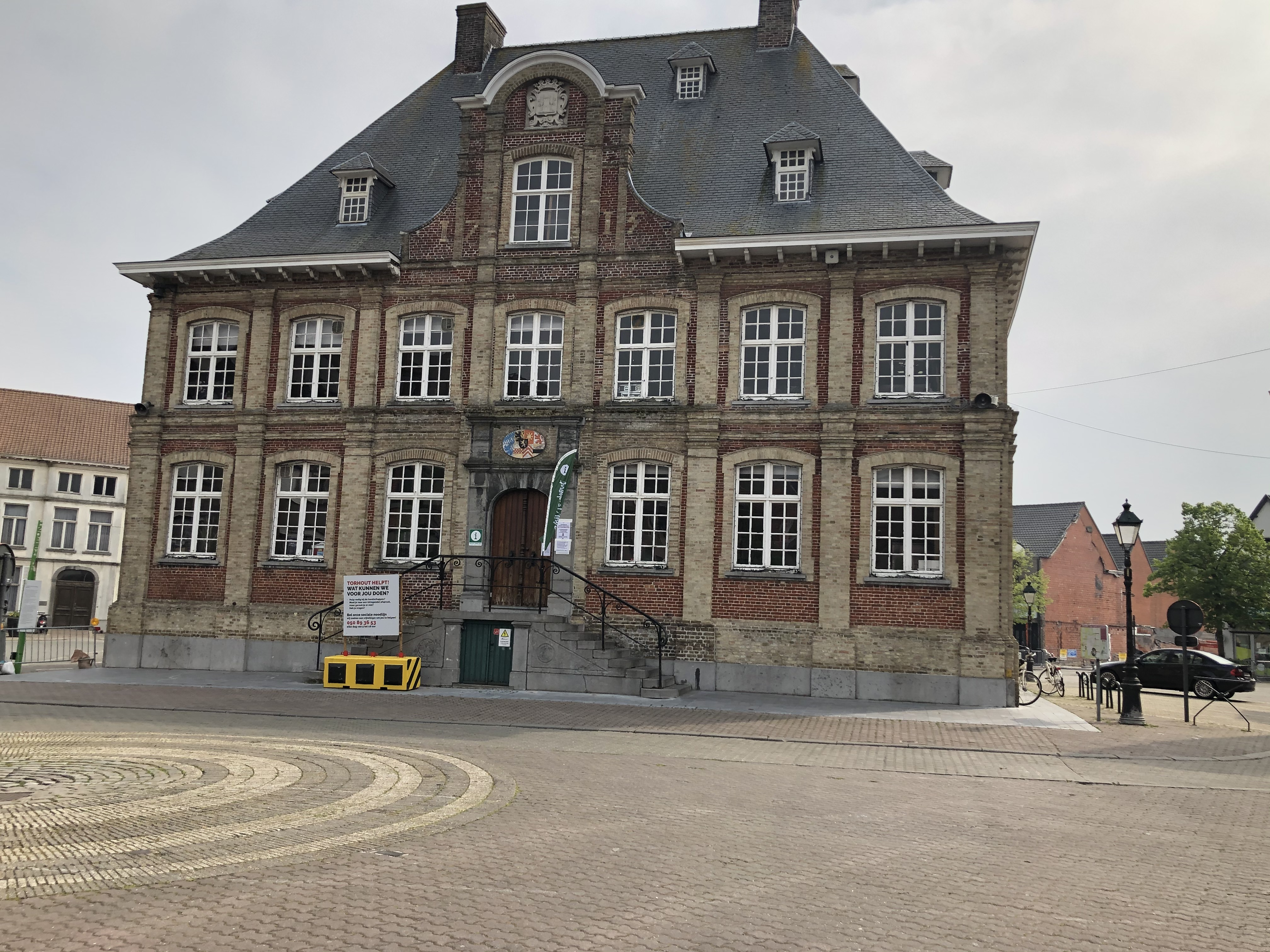
Oud gemeentehuis Torhout
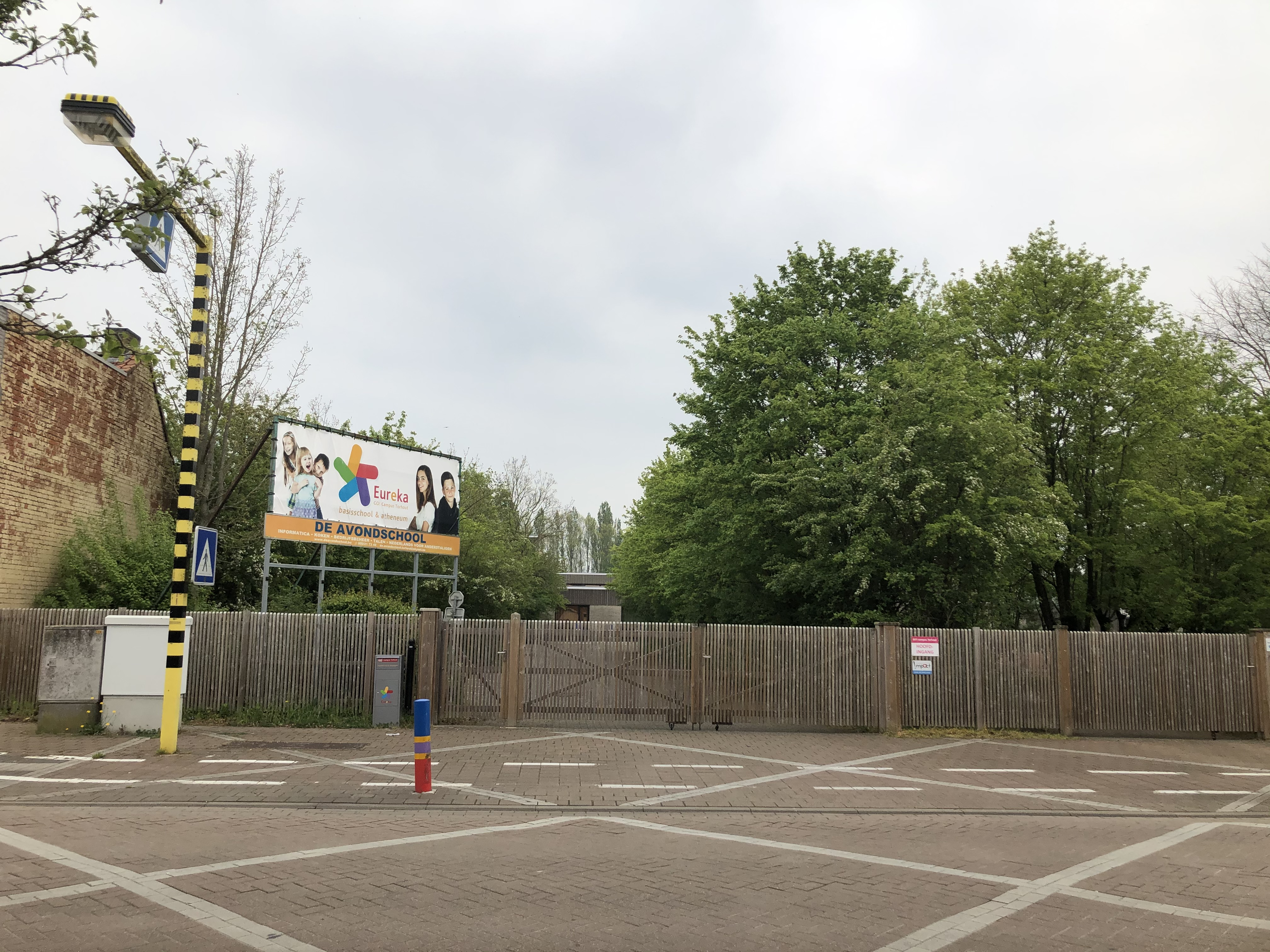
Gemeenschapsonderwijs Atheneum Eureka
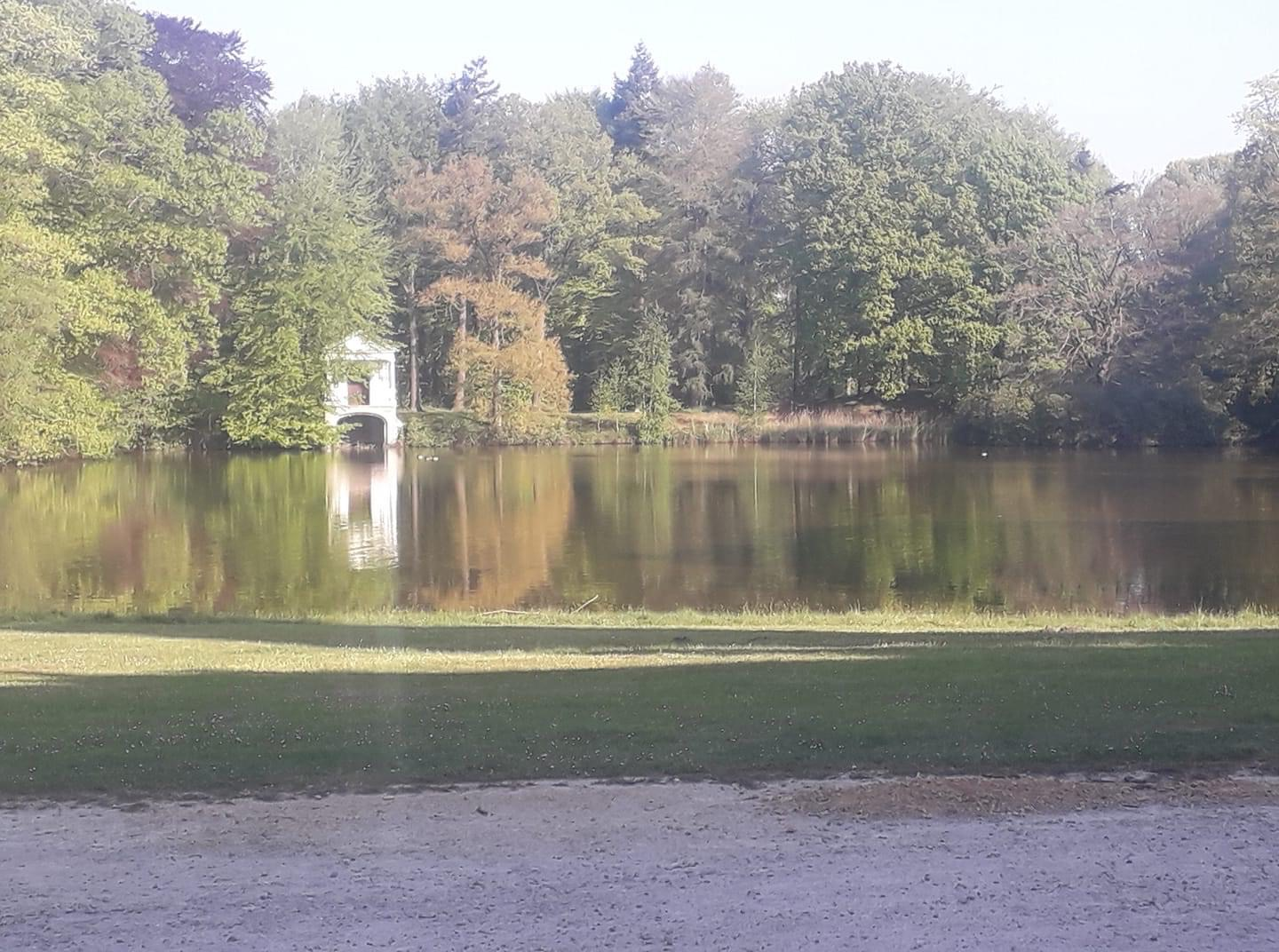
Zicht op vijver kasteel d'Aertrycke
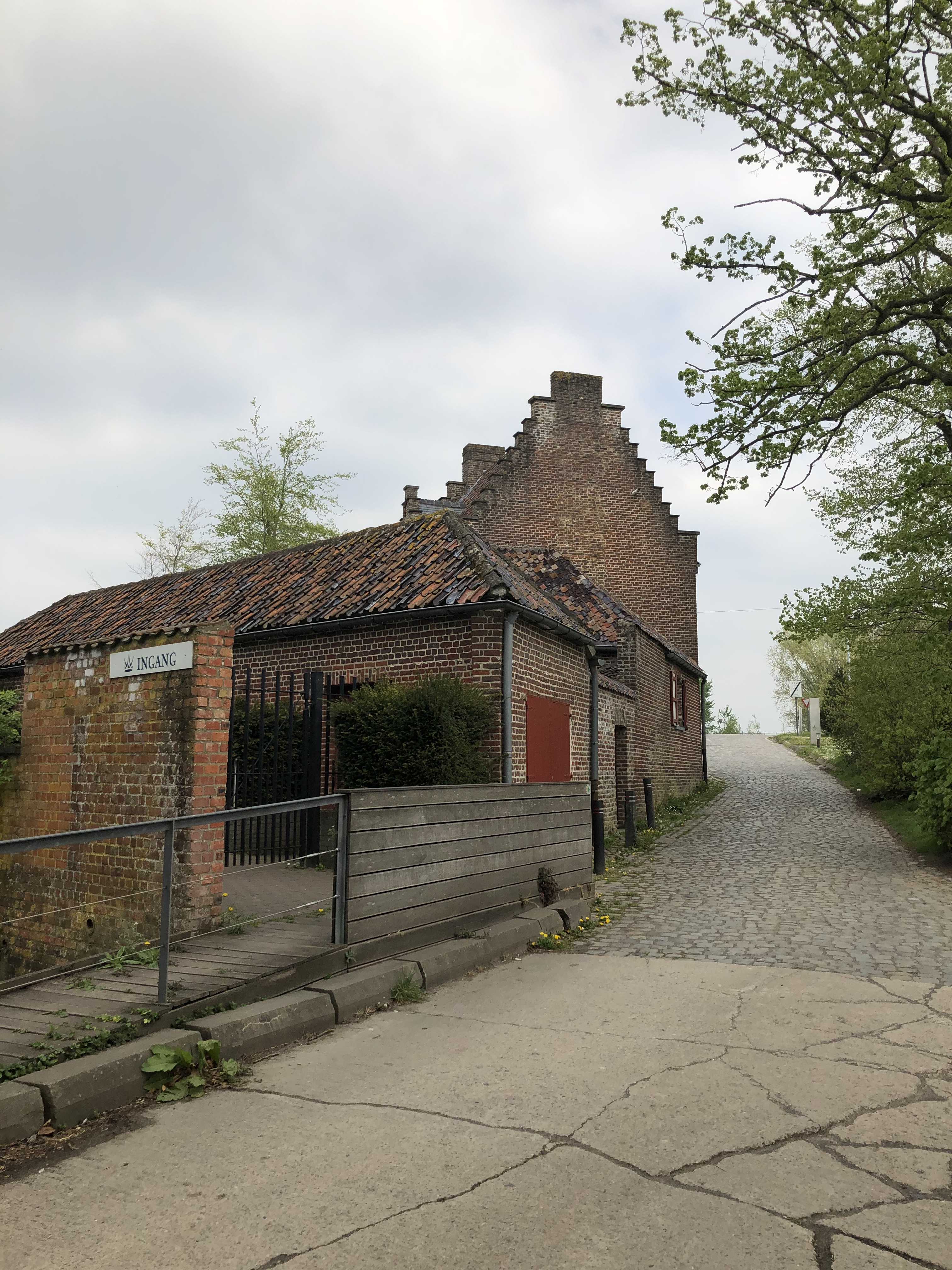
Wijnendale
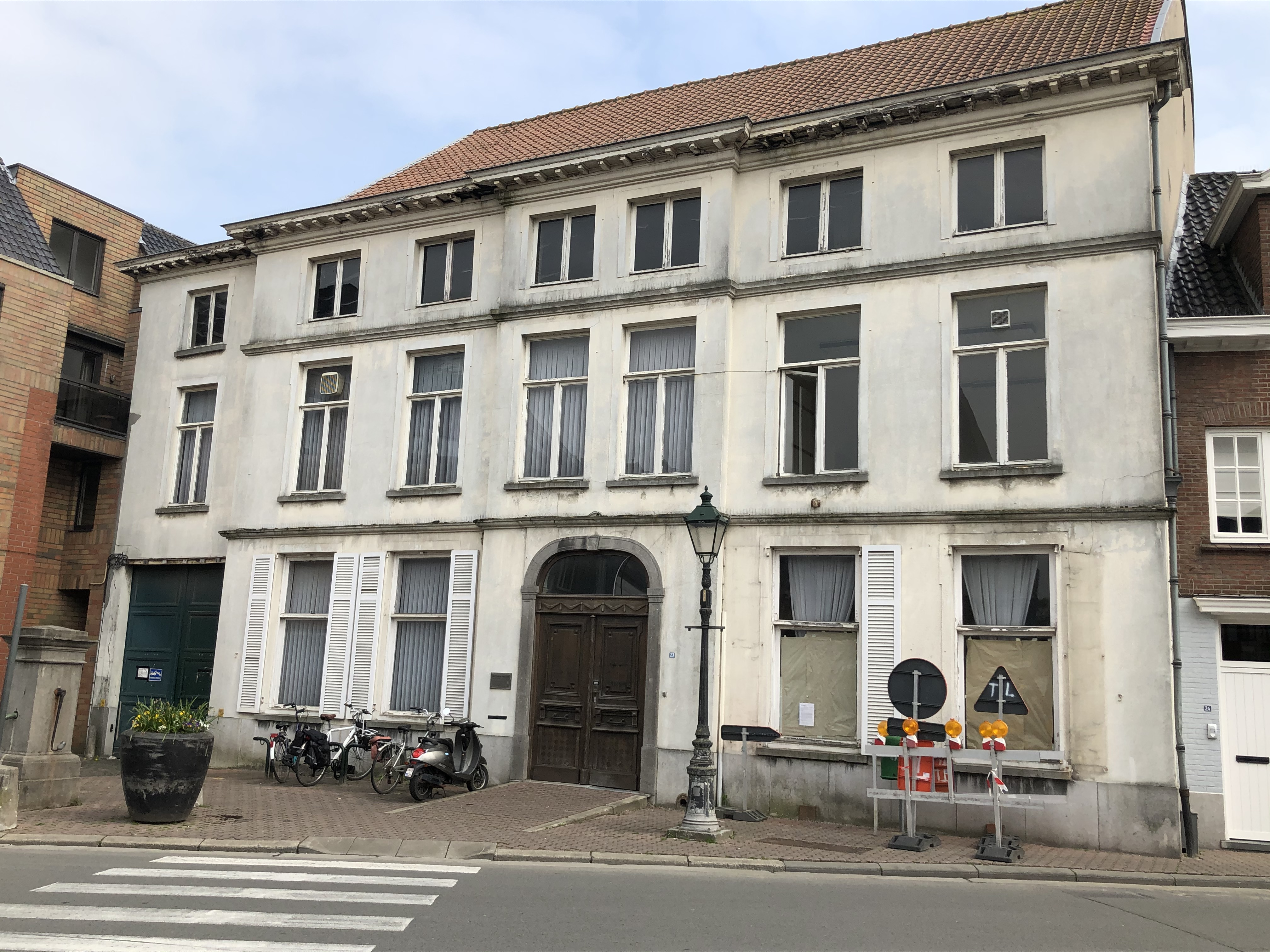
Voormalig brouwerij Bekaert of den Appel
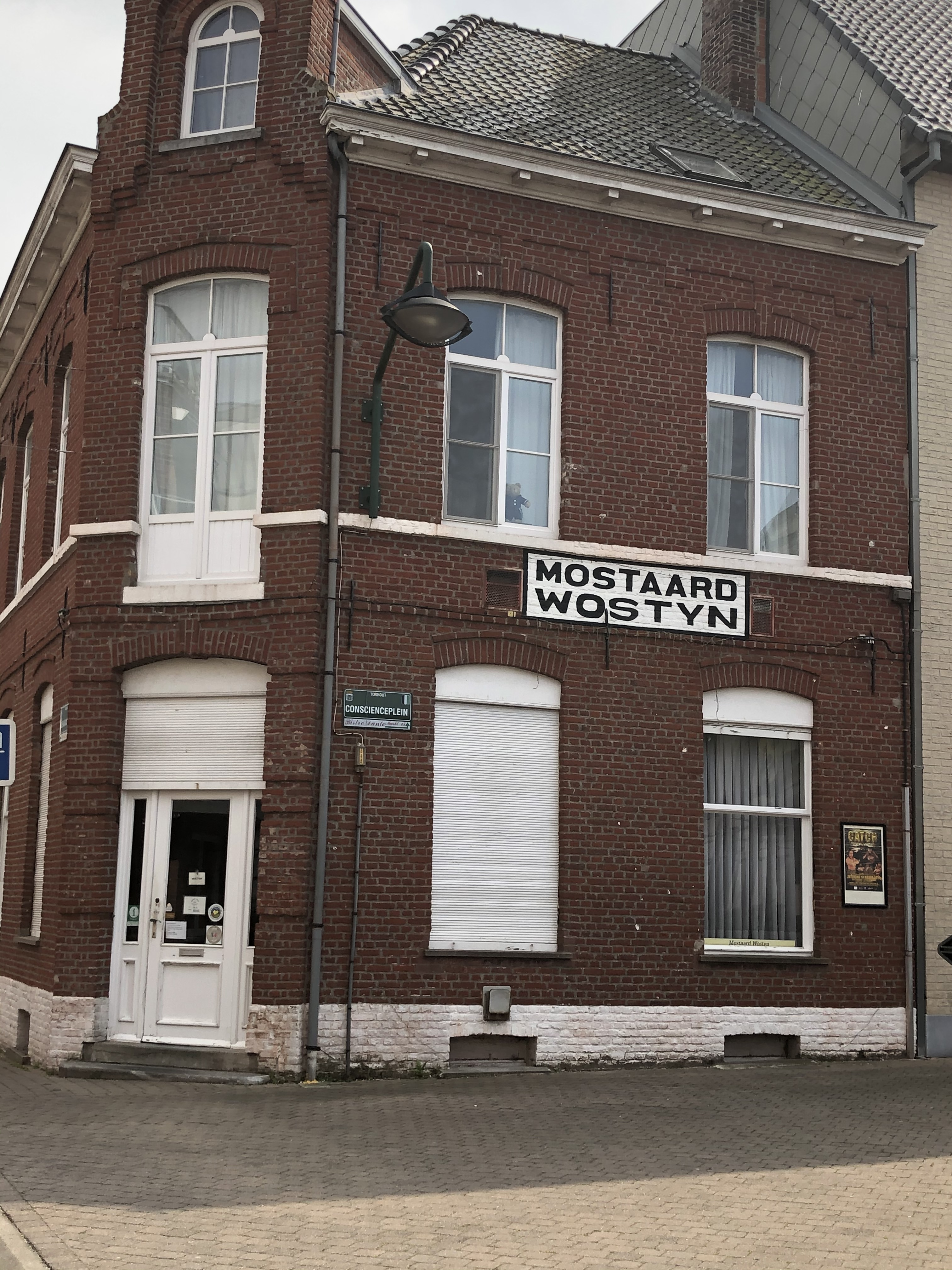
Wostyn Mostaard
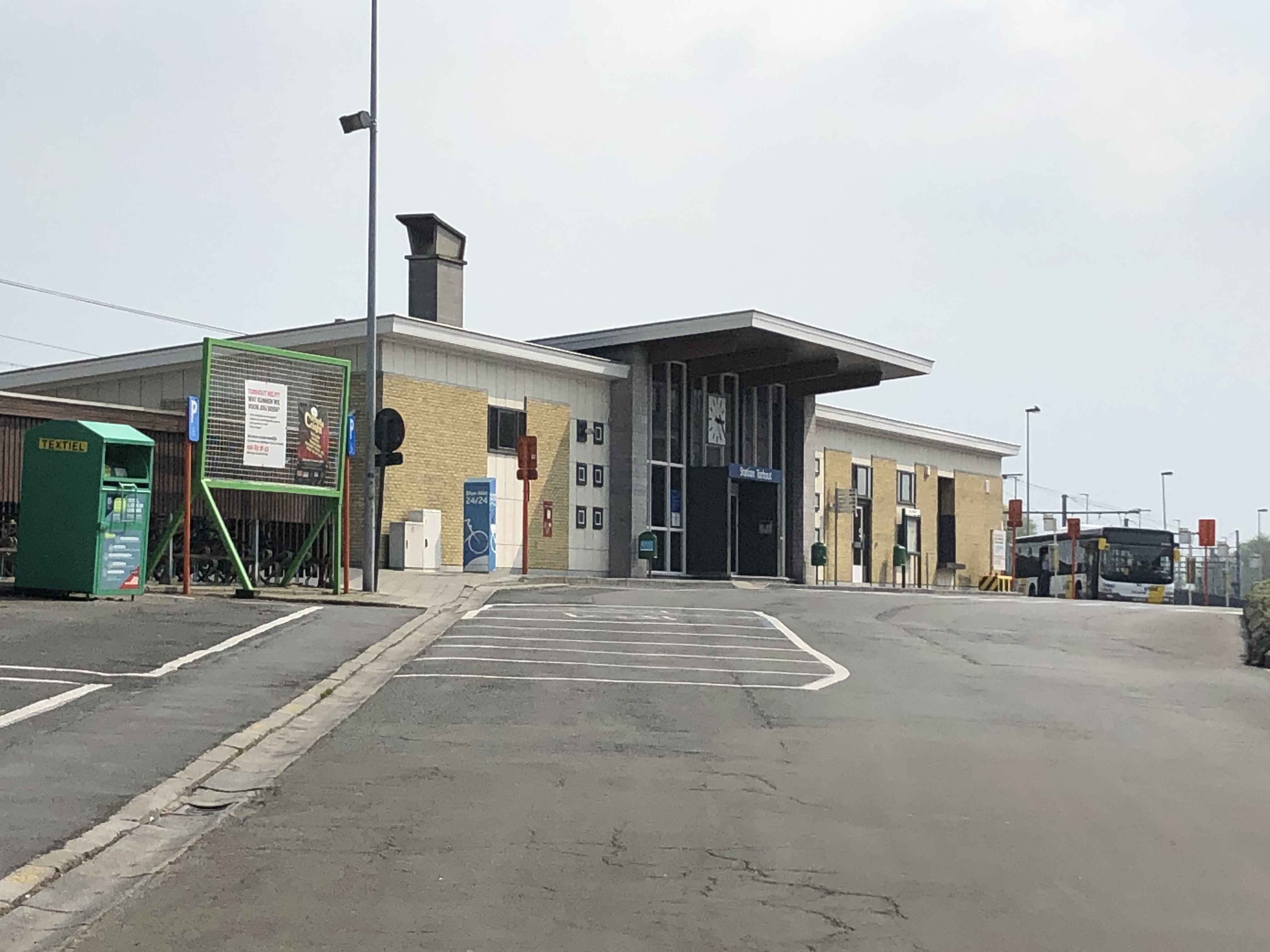
Station Torhout
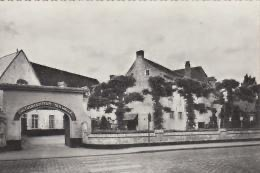
Voormalig hospitaal Ten Walle
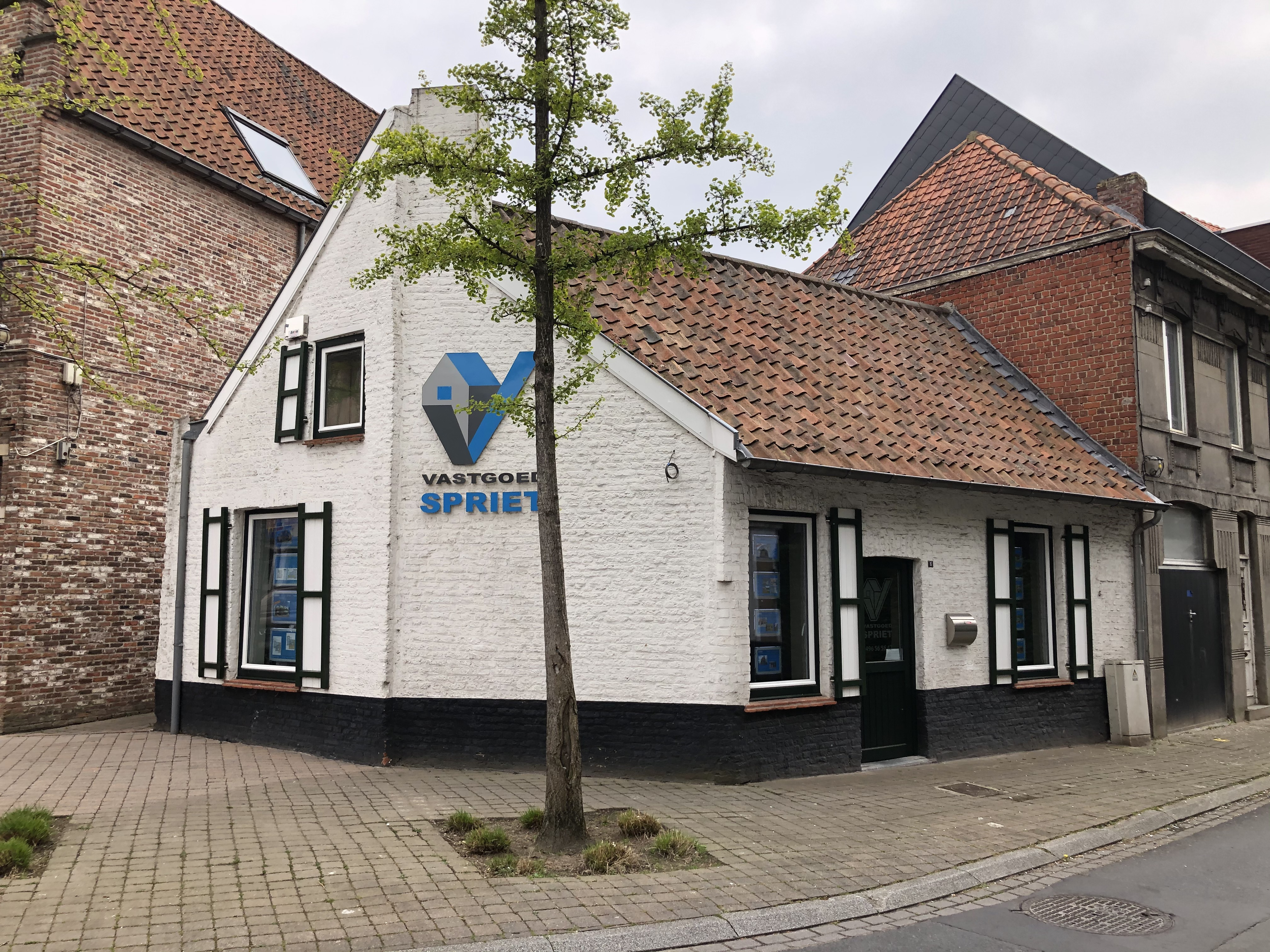
Voormalig museumhuisje
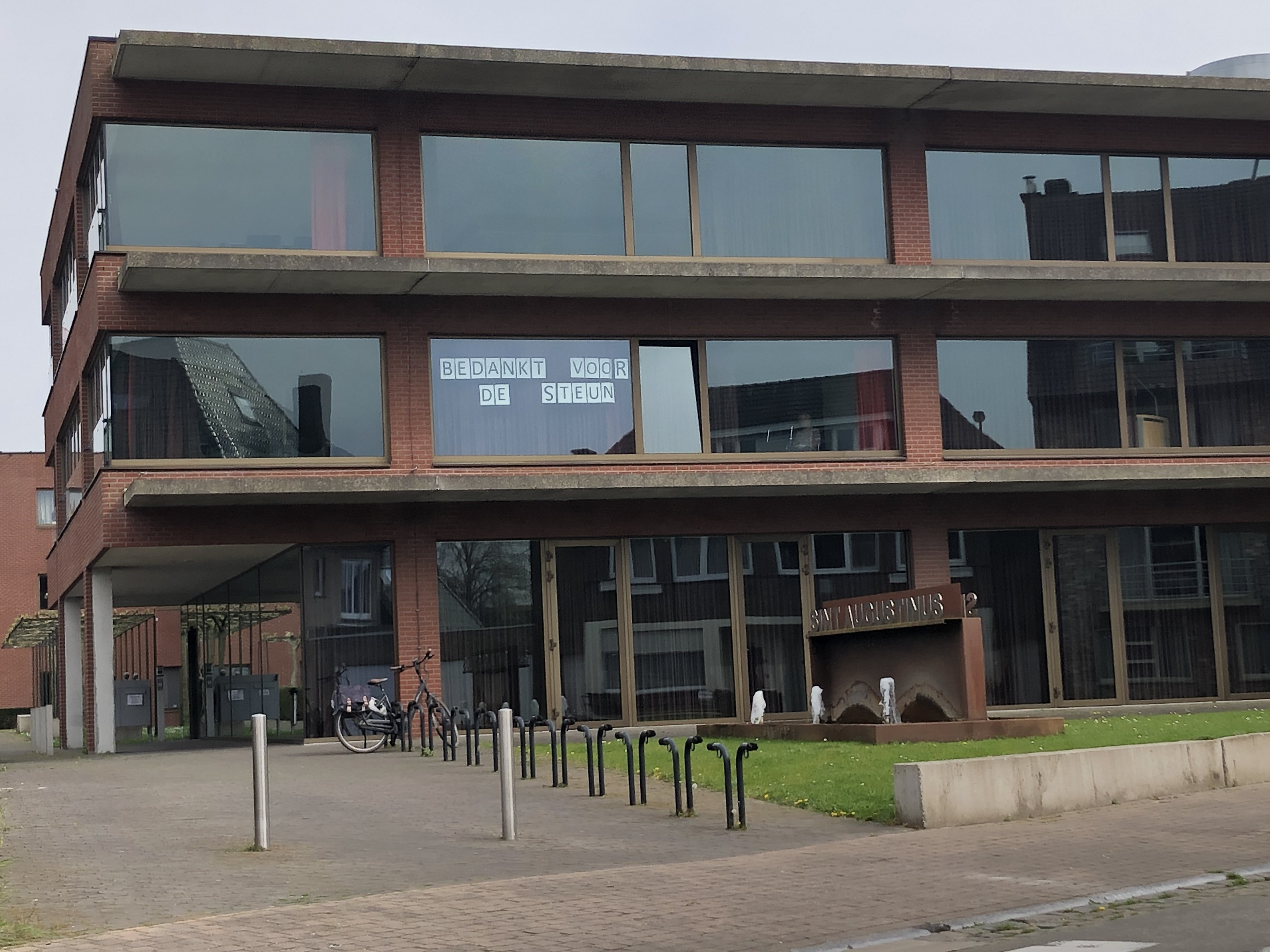
Sint-Augustinus
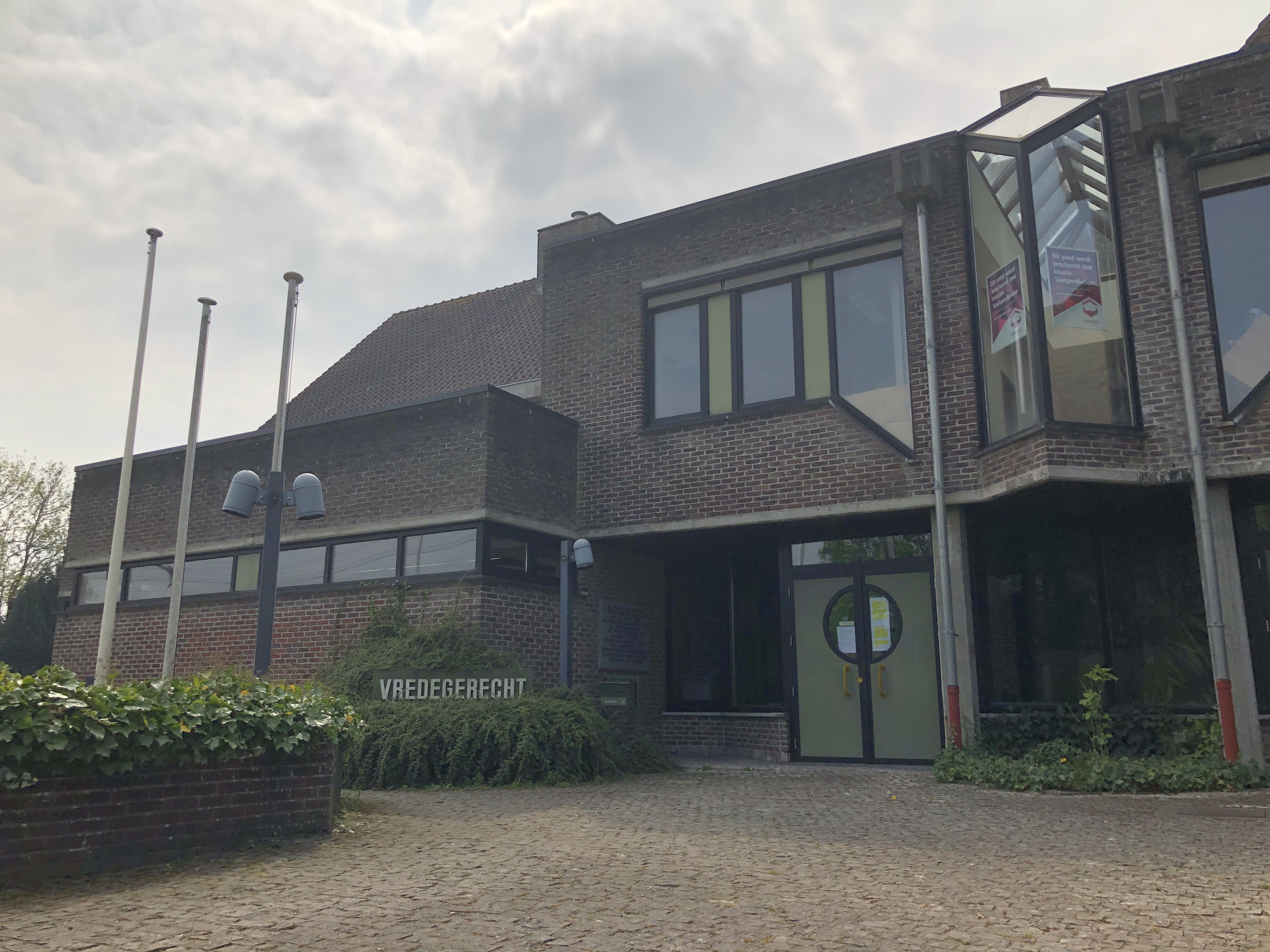
Vredegerecht Torhout
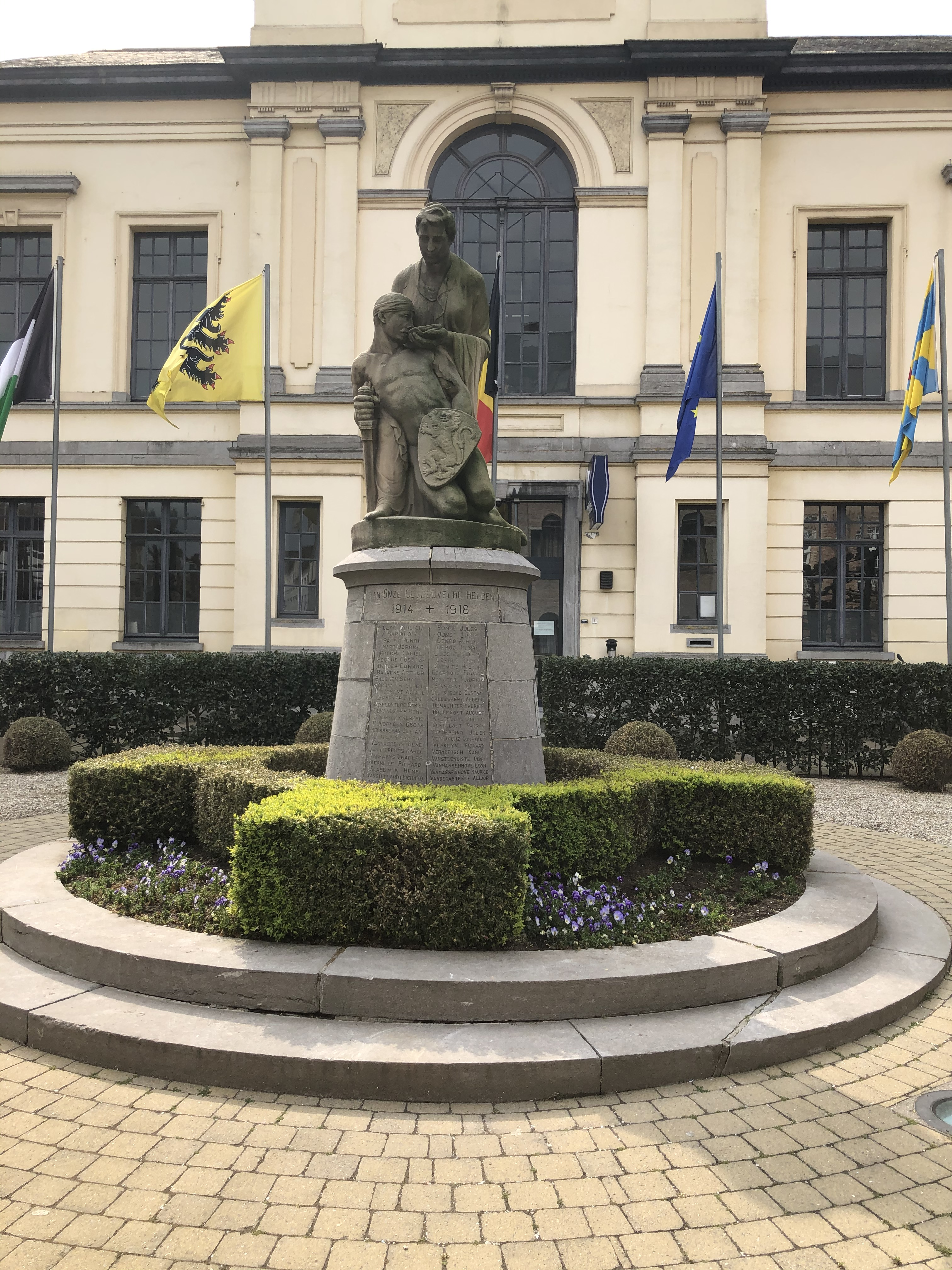
Oorlogsgedenkteken
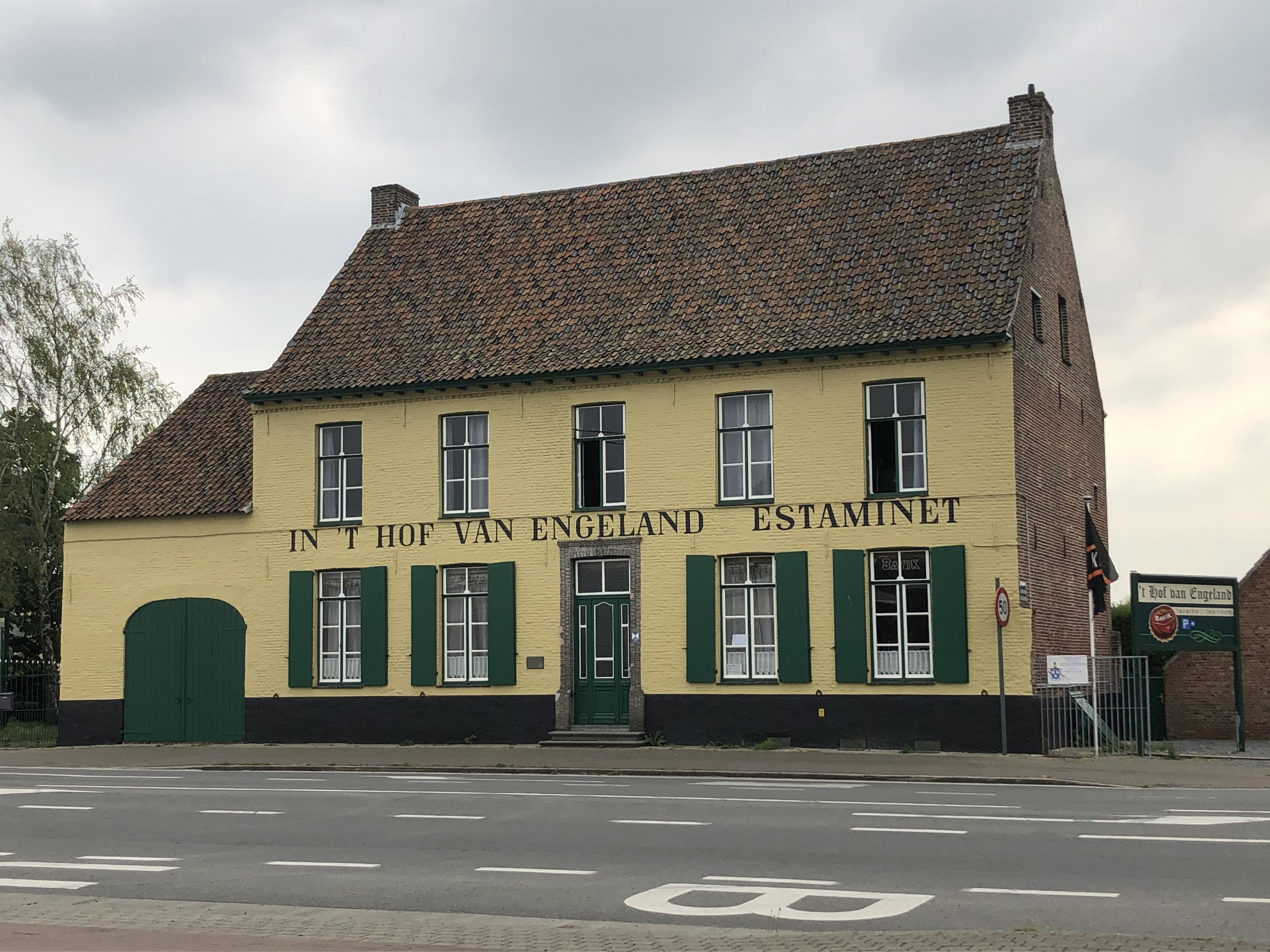
In 't hof van Engeland
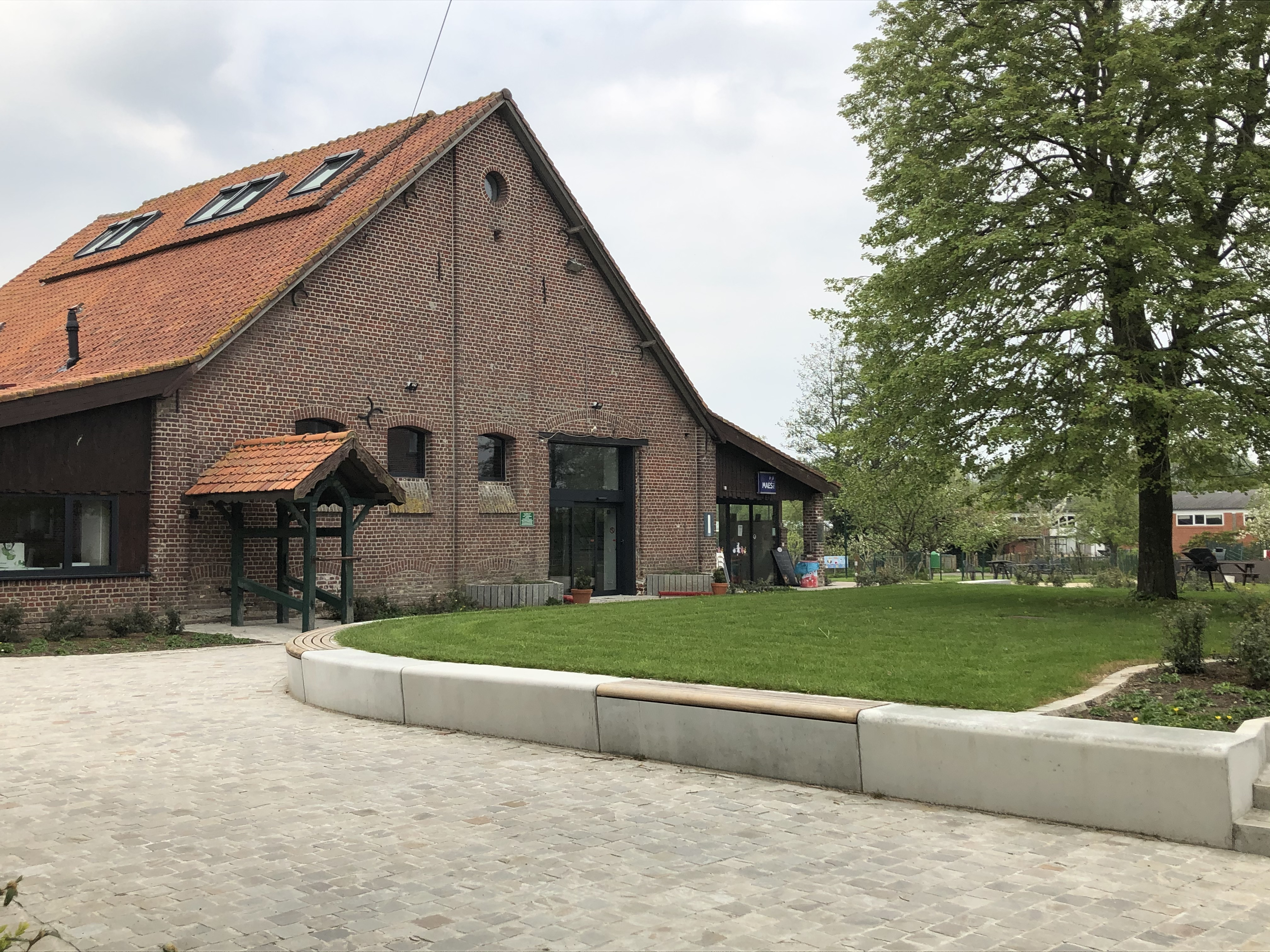
Kinderboerderij Oude smelterij
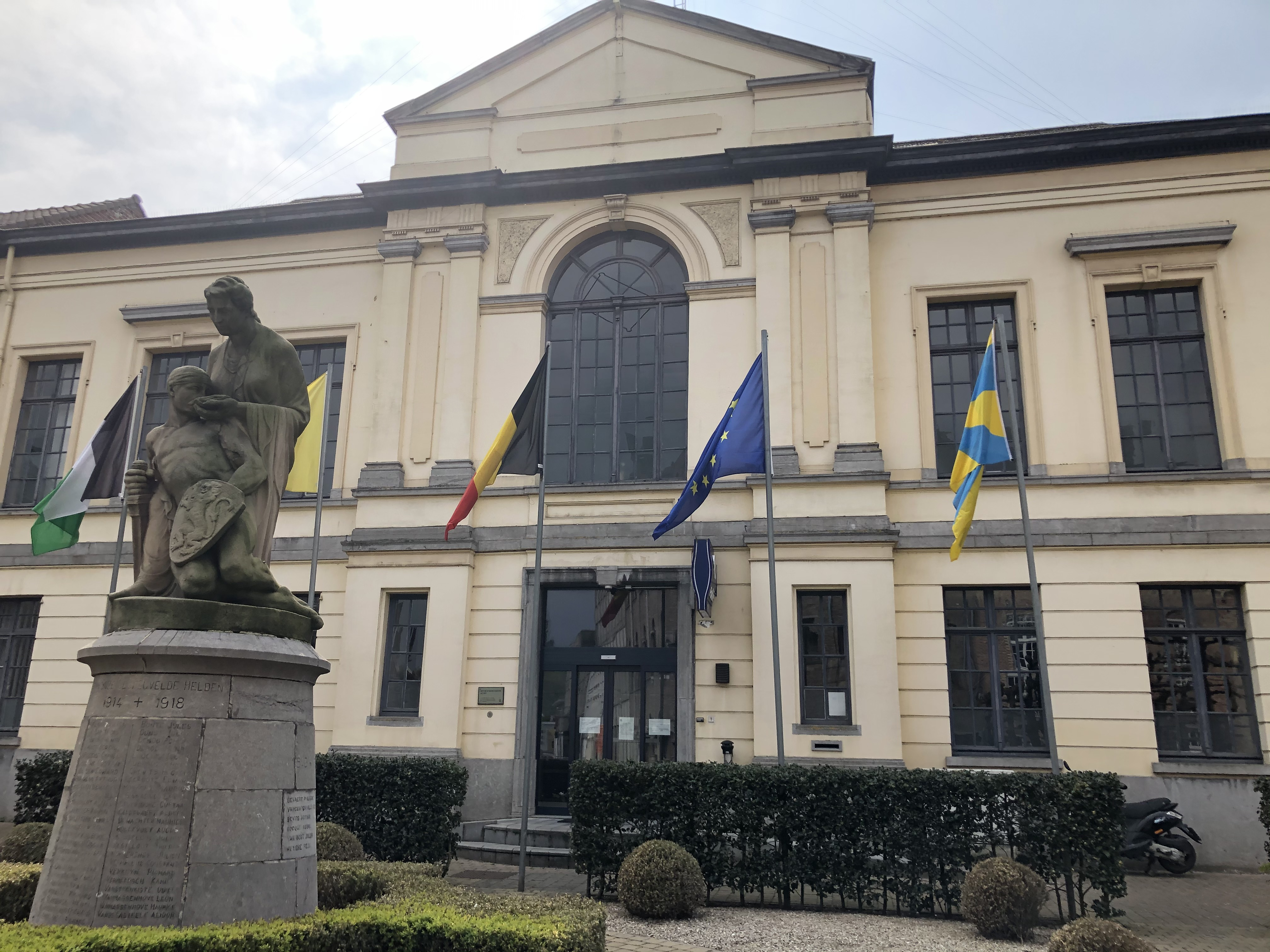
Voormalig vredegerecht en gevangenis
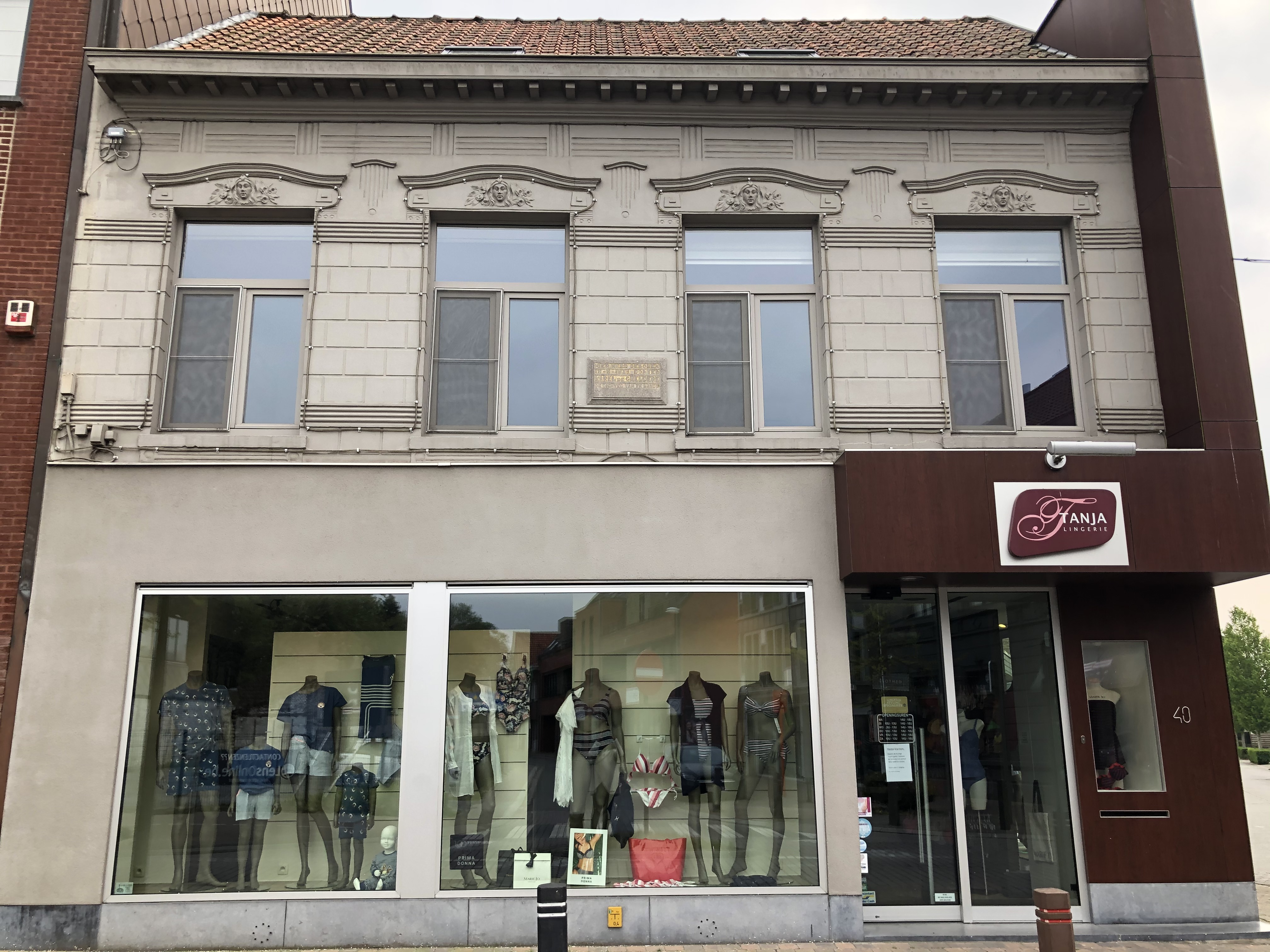
Geboortehuis van Karel de Gheldere
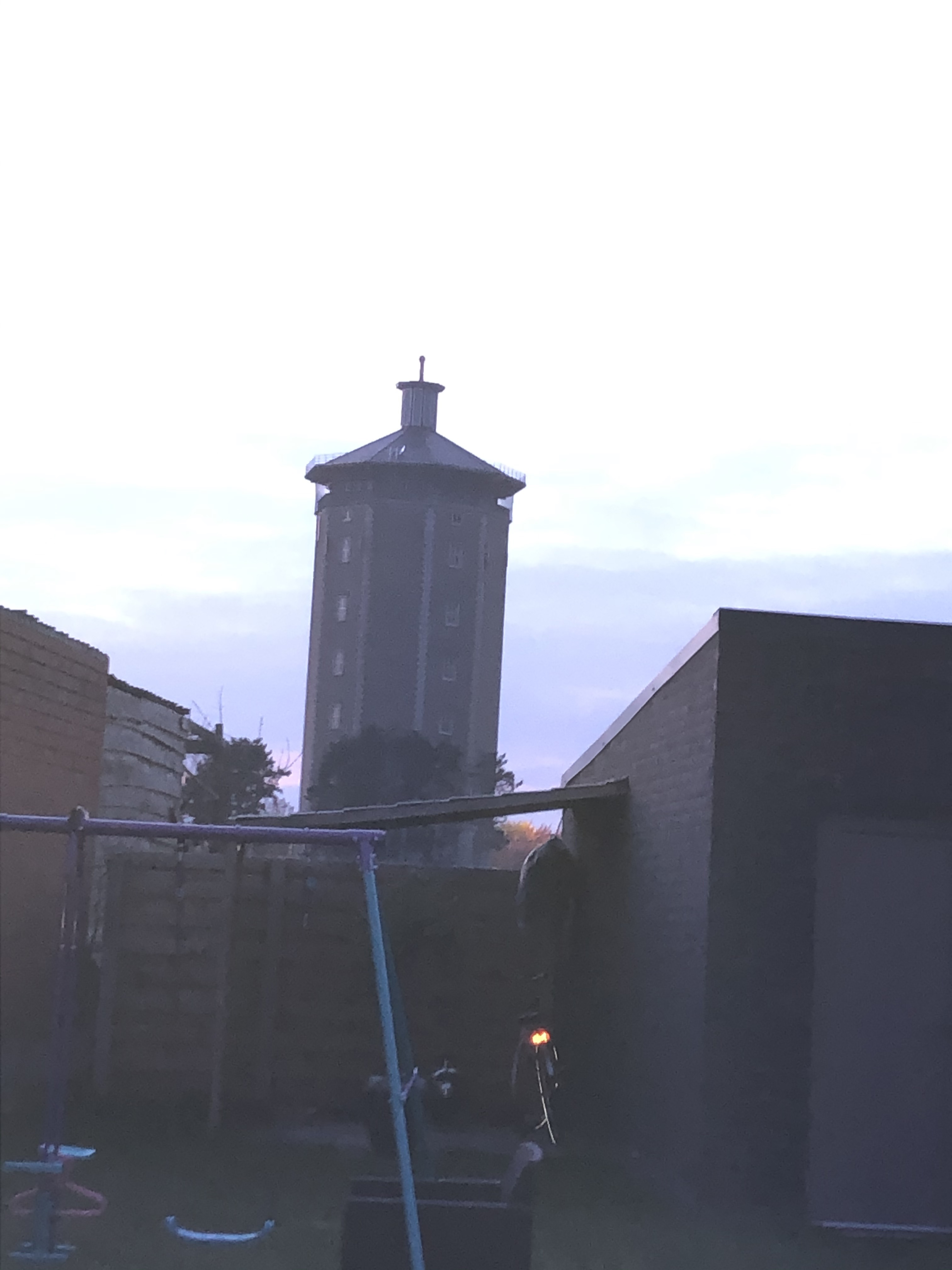
Watertoren Bruggestraat Torhout
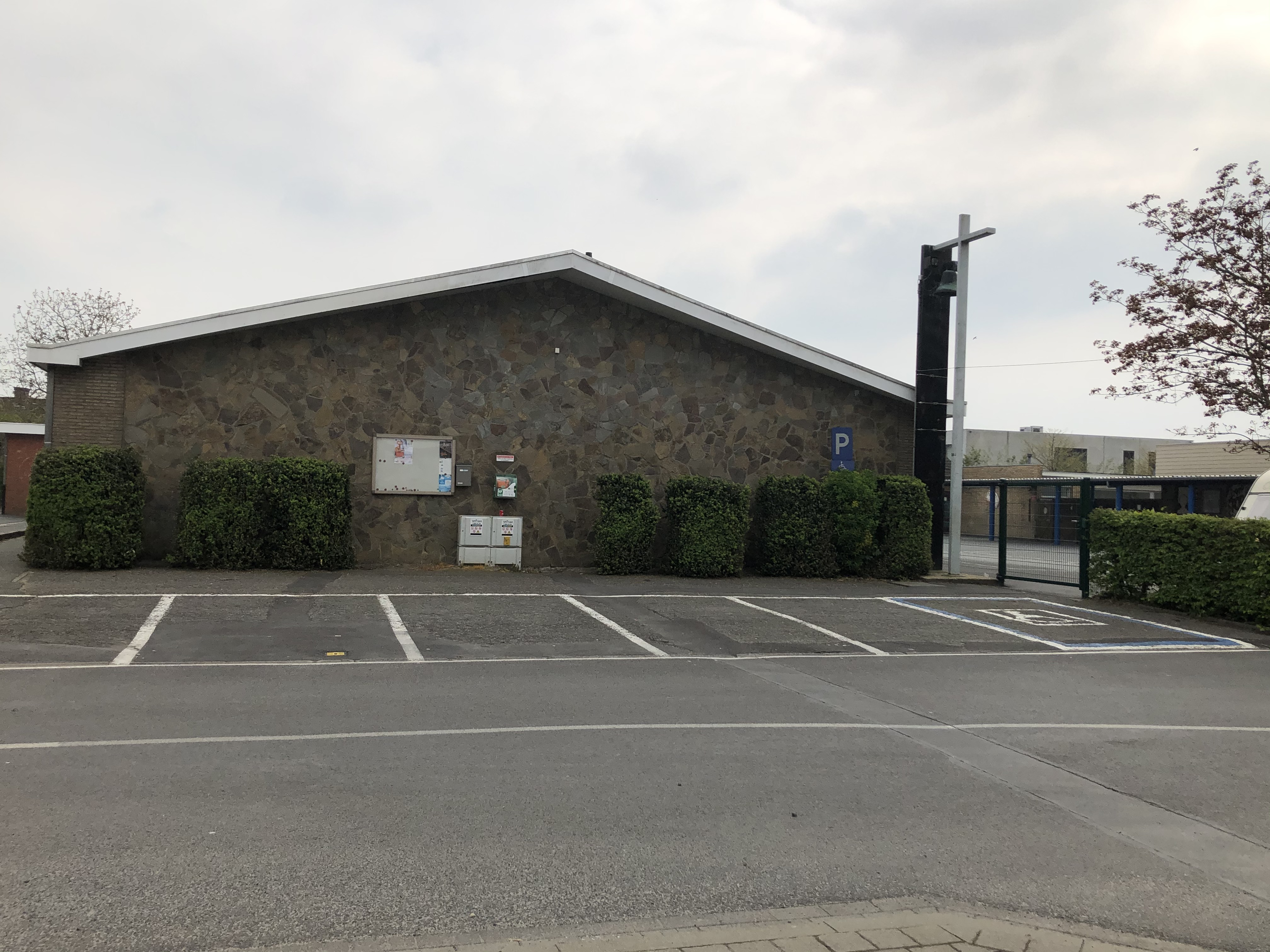
Hulpkapel toegewijd aan de Goede Herder
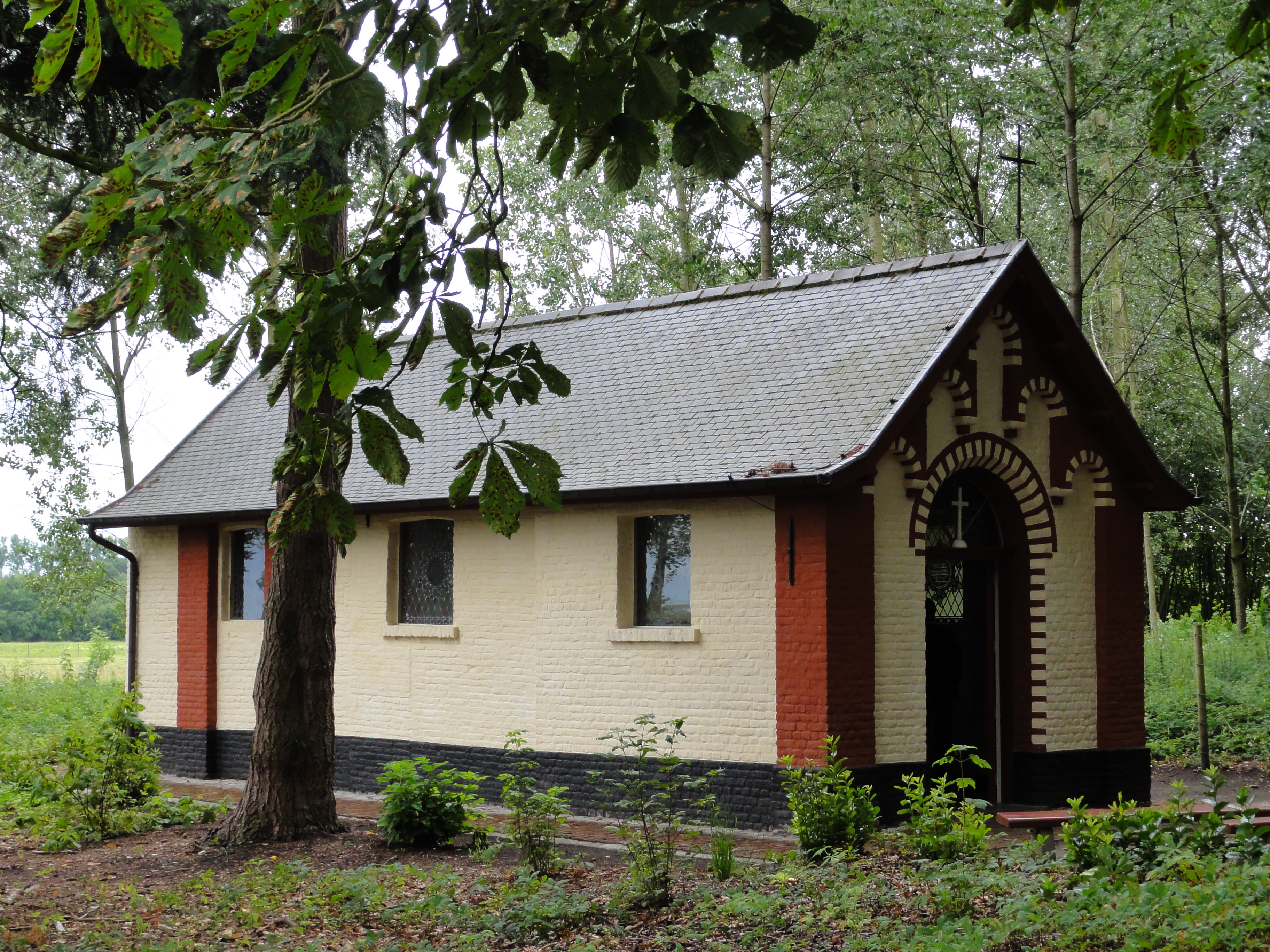
Wijnendale - Onze-Lieve-Vrouwekapel
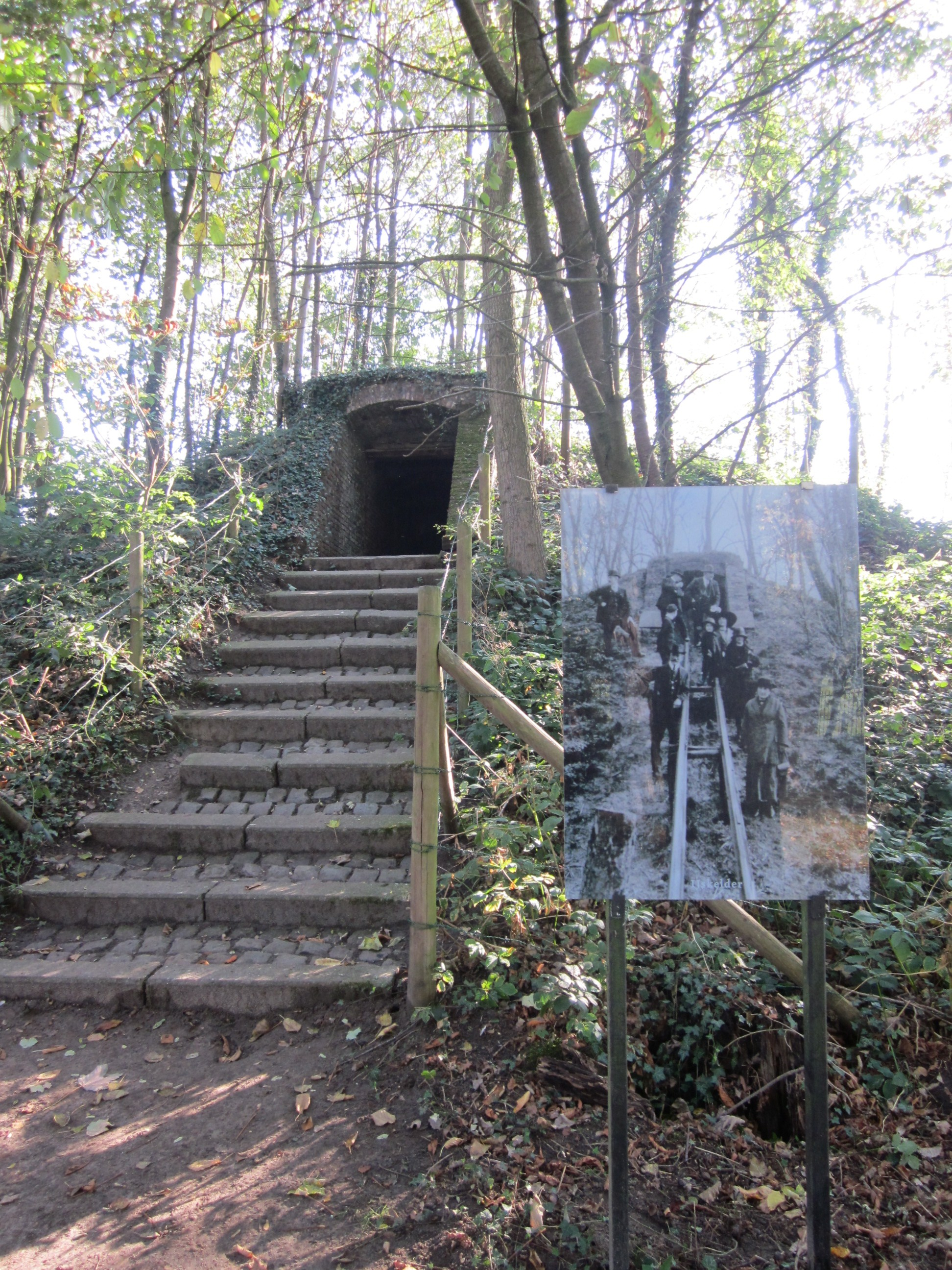
Wijnendale domein-IJskelder
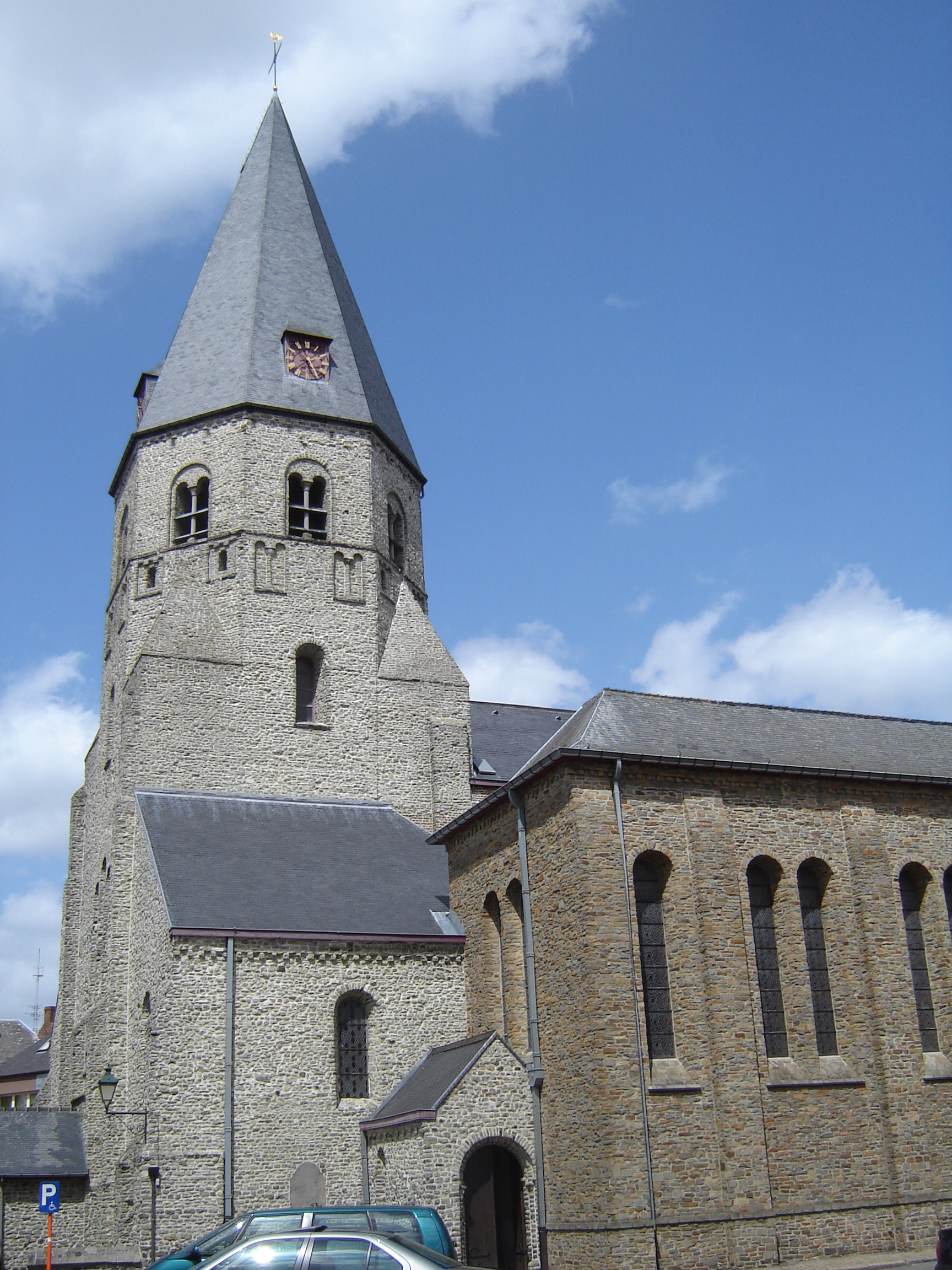
Sint-Pieterskerk
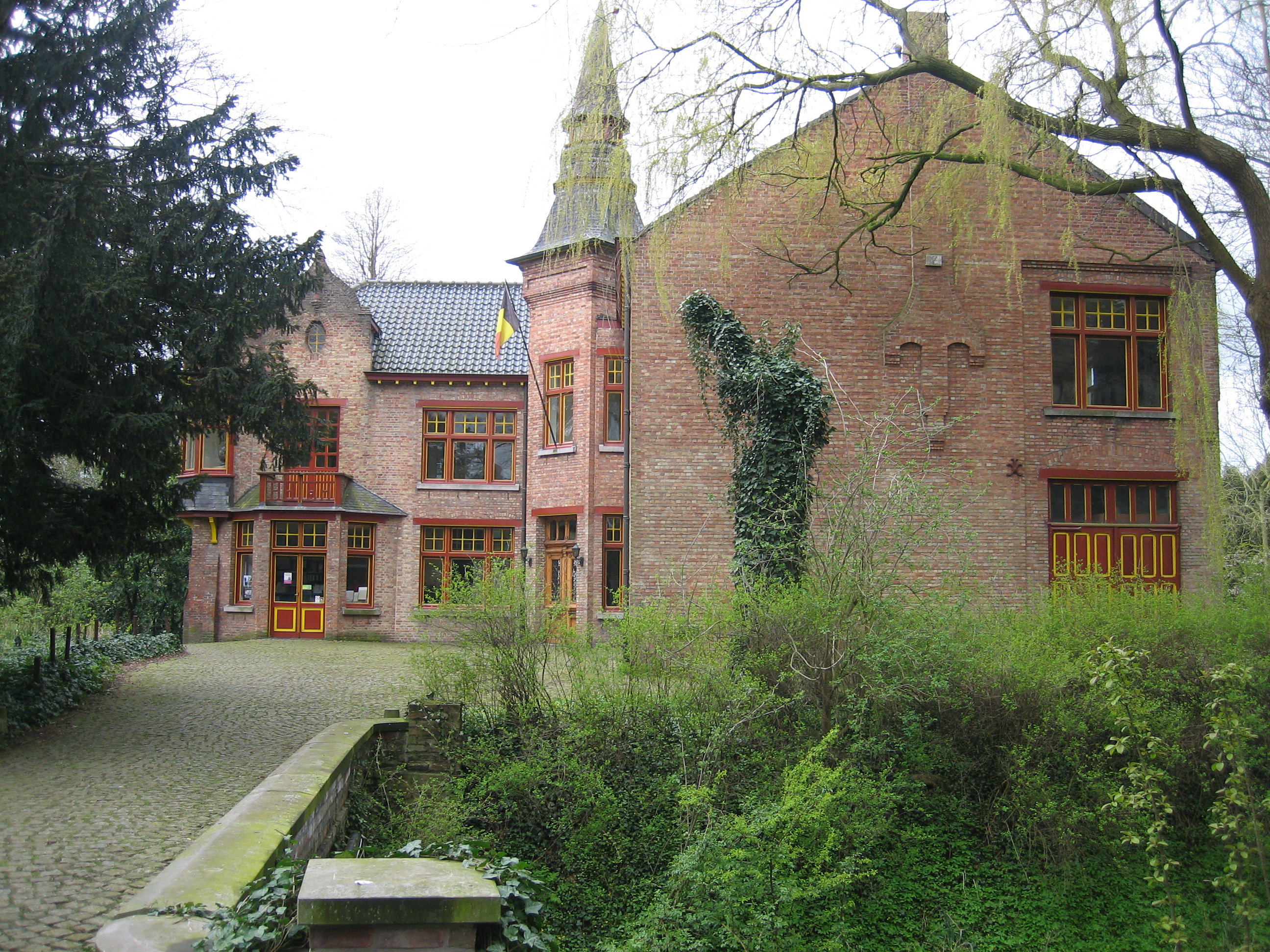
Kasteel Ravenhof
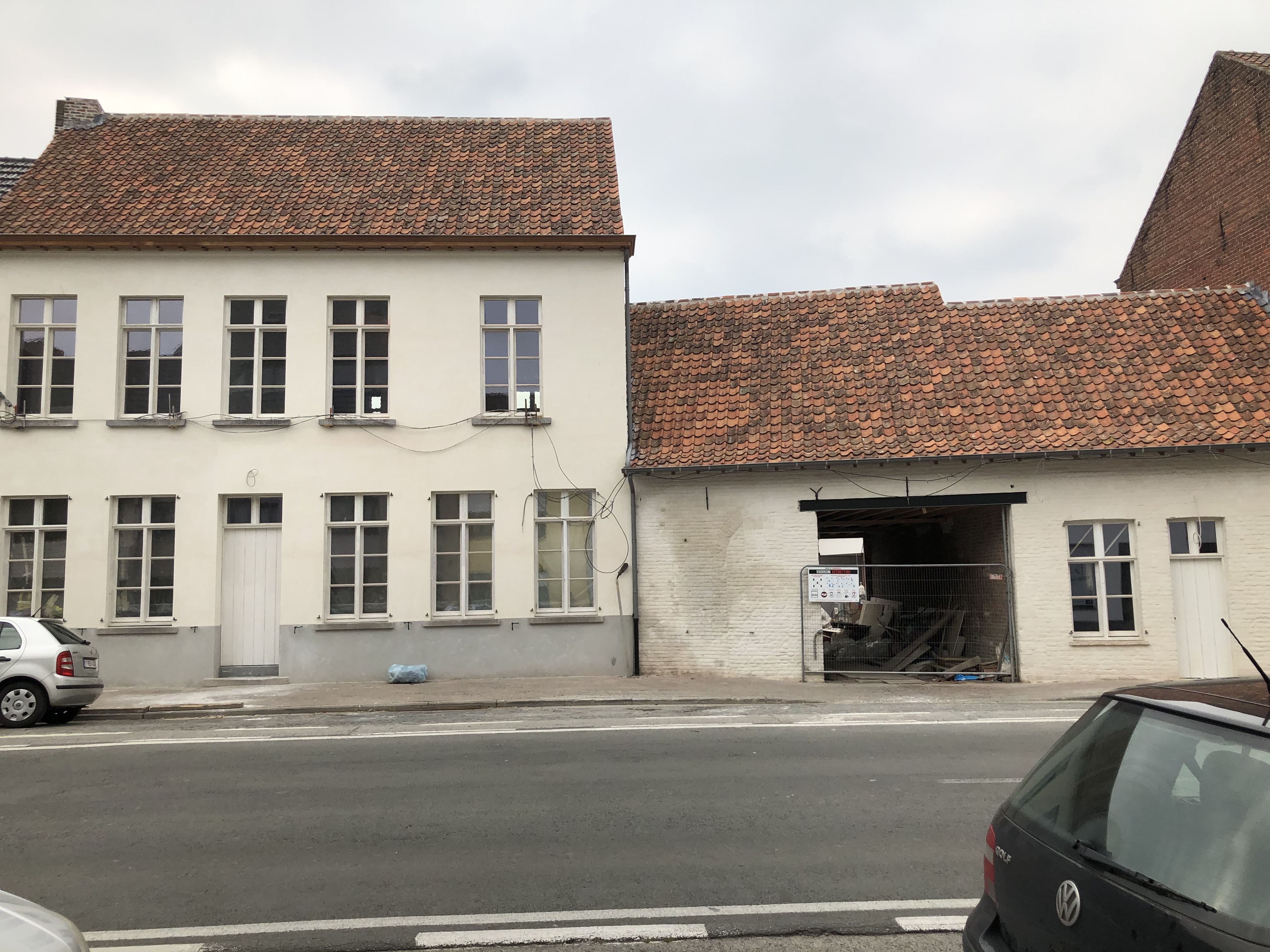
Voormalige herberg en peerdenposterij Jules Lagrou-Doyen
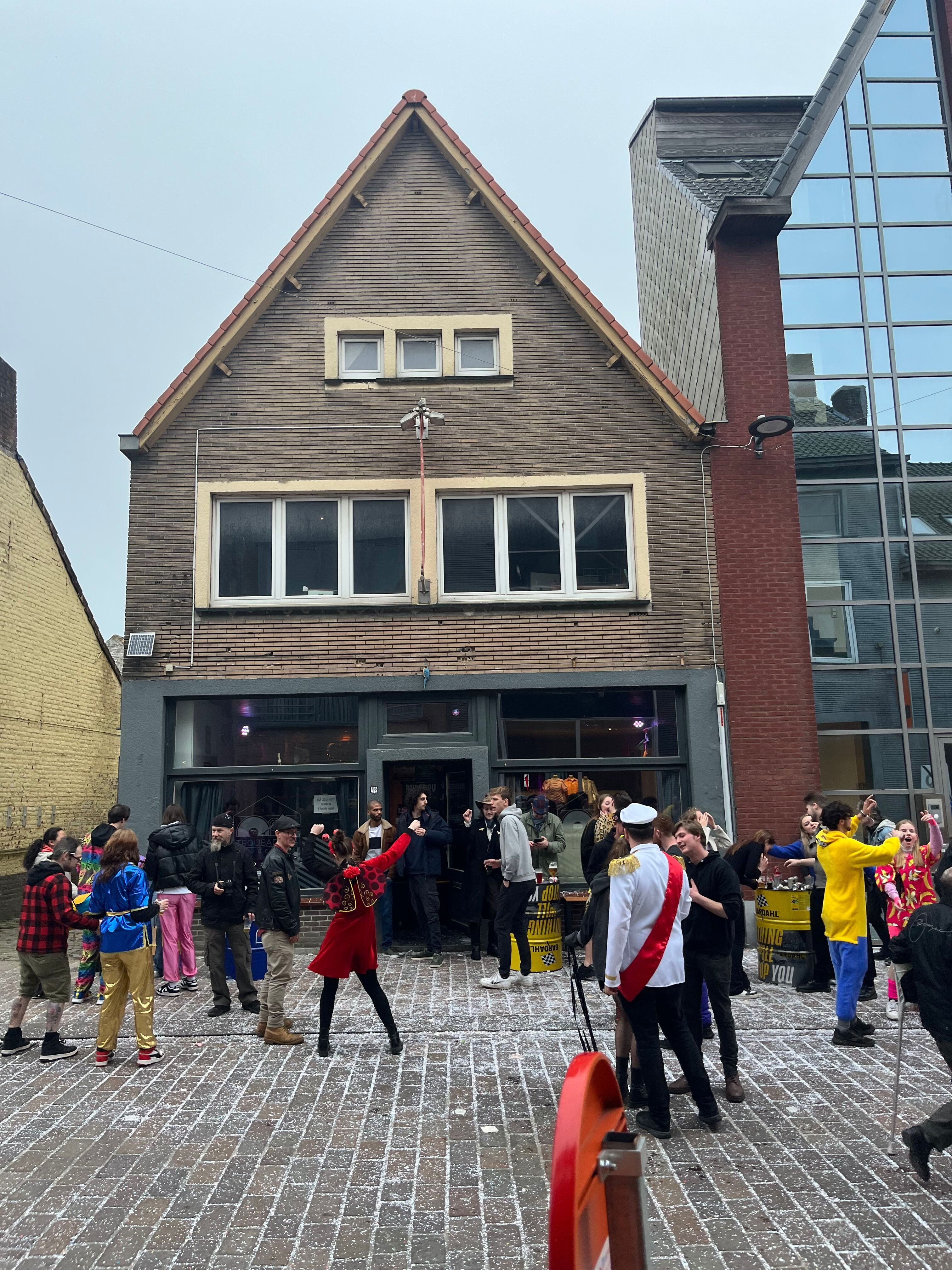
Jeugdhuis De Troubadour